# Bombardements atomiques d'Hiroshima et de Nagasaki
Seconde Guerre mondiale
Guerre du Pacifique
Les bombardements atomiques d'Hiroshima et de Nagasaki, ultimes bombardements stratégiques américains au Japon, ont lieu les 6 et 9 août 1945 sur les villes d'Hiroshima (340 000 habitants) et de Nagasaki (195 000 habitants). Hiroshima est le siège de la 5e division de la deuxième armée générale et le centre de commandement du général Shunroku Hata, et Nagasaki est choisie comme cible plutôt que la cité historique de Kyoto.
Utilisant a posteriori le prétexte du rejet par les dirigeants japonais des conditions de l'ultimatum de la conférence de Potsdam, les États-Unis souhaitent imposer au Japon sa reddition sans condition, l'éviction de l'empereur Hirohito et l'adoption d'un régime politique démocratique. Le gouvernement américain souhaite aussi, puisque la bombe A est désormais opérationnelle (Little Boy à l'uranium, Fat Man au plutonium), la tester en grandeur nature et montrer aux autres pays, en particulier à l'URSS, la supériorité de feu décisive qu'elle donne à l'Amérique, ce qui fait de ces bombardements un message annonciateur de la guerre froide. Ces bombardements, que certains considèrent comme l'un des principaux crimes de guerre des Alliés, demeurent la seule utilisation de l'arme nucléaire durant un conflit.
C'est finalement le 14 août, à la suite de ces bombardements, mais aussi de l'invasion soviétique de la Mandchourie commencée le 8 août et de la reddition de l'armée japonaise du Guandong le 10 août, que le gouvernement japonais cède et accepte sa capitulation. Moins d'un mois plus tard, la signature des actes de capitulation du Japon le 2 septembre 1945 en baie de Tokyo marque la fin de la Seconde Guerre mondiale.
Le nombre de personnes tuées par l'explosion, la chaleur et la tempête de feu consécutive est difficile à déterminer et seules des estimations sont disponibles, allant de 103 000 à 220 000 morts, sans compter les cas ultérieurs de cancers (plusieurs centaines) ou autres effets secondaires. Les survivants des explosions, les hibakusha, sont devenus le symbole d'une lutte contre la guerre et les armes atomiques à travers le monde.
L'impact de ces bombardements fait craindre par la suite l'usage de l'arme atomique dans une guerre nucléaire, un effet à la base de la dissuasion nucléaire qui a largement pesé dans les choix stratégiques de guerre froide.

### Culture

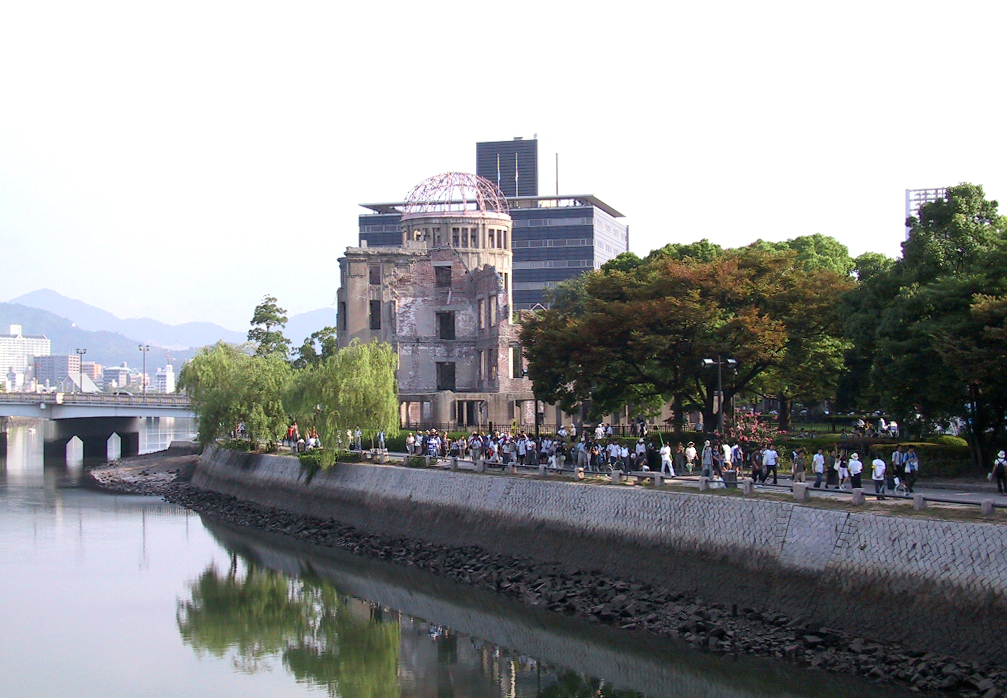
Marche des habitants d'Hiroshima près du Dôme, le bâtiment le plus proche qui a résisté à l'explosion (photographie prise le 6 août 2004 durant les célébrations du).

## Préparatifs

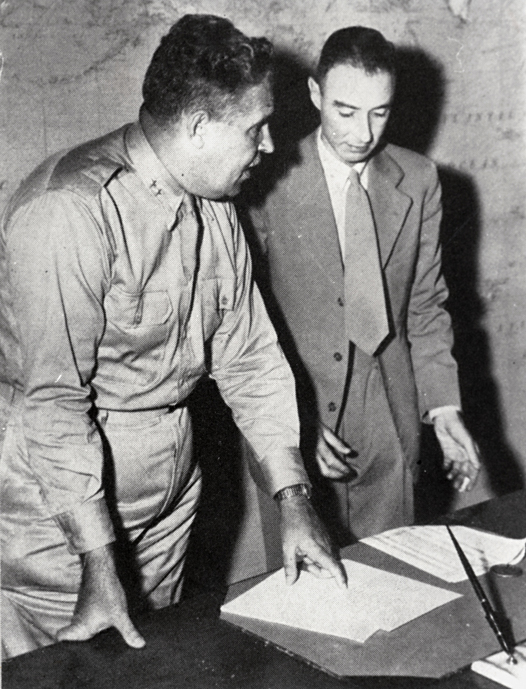
À droite, Robert Oppenheimer, le « père » de la bombe, en compagnie de Leslie Groves, général chargé du projet Manhattan.

### Un projet de longue haleine
Sous le nom de code projet Manhattan, le programme secret de recherche et de construction d'une arme nucléaire est lancé en 1942, moins de sept mois après l'entrée en guerre des États-Unis, avec l'assistance du Royaume-Uni et du Canada dans le cadre de l'accord de Québec signé en 1943, et la participation de nombreux scientifiques européens.
Les deux bombes utilisées contre le Japon (Little Boy à l'uranium et Fat Man au plutonium) sont respectivement les deuxième et troisième à avoir été construites et elles demeurent les seules déployées depuis cette date sur un théâtre d'opérations. Elles sont précédées par une première bombe expérimentale dont l'essai a eu lieu sous le nom de code Trinity au Nouveau-Mexique en juillet 1945.
En décembre 1944, le 509e escadron de bombardement de l'USAAF est formé sous le commandement du colonel Paul Tibbets pour larguer ces bombes une fois qu'elles seront construites ; il est déployé à Tinian en mai et juin 1945.
Cet escadron est équipé de bombardiers B29 issus d'une série spéciale, fabriquée en vue des bombardements atomiques, dite « Silverplate », du nom du programme de participation de l'USAAF au projet Manhattan. Il s'entraîne à l'aide de bombes conventionnelles, mais construites au gabarit des bombes atomiques, les « bombes citrouille ».
Les deux bombardiers qui vont larguer leur bombe sur Hiroshima et Nagasaki, Enola Gay et Bockscar, appartiennent à cette série spéciale.

### Trinity
Trinity est le nom du tout premier essai d'une bombe atomique au plutonium, surnommée « Gadget » en partie parce que ce n'est pas une arme opérationnelle. Il a lieu dans le désert du Nouveau-Mexique, le 16 juillet 1945, sur la base aérienne d'Alamogordo et démontre l'efficacité d'une arme nucléaire.
Quatre jours plus tard, les B-29 modifiés du 509e escadron de bombardement commencent à mener des raids d'entraînement contre des villes japonaises avec des bombes conventionnelles de la forme et du poids des bombes atomiques ; d'autres missions ont lieu les 24, 26 et 29 juillet. Les chasseurs japonais n'essaient pas d'intercepter les appareils que leur altitude de bombardement de 9 100 m protège contre la lutte antiaérienne.

### Choix des cibles

Emplacement des villes d'Hiroshima, Kokura et Nagasaki et route des bombardiers.

Les participants (le directeur adjoint du projet Manhattan Thomas Farrell (en), le capitaine William Sterling Parsons, les mathématiciens et physiciens John von Neumann et William Penney) à la réunion du « Comité des objectifs » (Target Committee) à Los Alamos les 10 et 11 mai 1945 choisissent les cibles sur le territoire japonais dans l'ordre suivant :
- Kyoto (ville des ancêtres de la dynastie Tennō et ancienne capitale du Japon, l'impact psychologique en était jugé particulièrement intéressant) ;
- Hiroshima (ville des ancêtres du domaine de Chōshū, c'était l'une des principales bases militaires du pays pendant la guerre sino-japonaise (1894-1895) et la configuration du terrain se prêtait à une attaque par détonation aérienne) ;
- Yokohama (qui finalement subit un bombardement classique le 29 mai 1945) ;
- l'arsenal de Kokura (déjà frappé lors du bombardement de Yahata en juin 1944) ;
- Niigata ;

Parmi ces cibles, les deux premières sont classées « AA », les deux suivantes « A », la cinquième « B ». La possibilité de cibler le palais impérial à Tokyo avait été discutée, mais cette option non recommandée dans la mesure où Tokyo avait déjà été largement bombardée par ailleurs.
Selon Robert Jungk, dans son livre Brighter than a Thousand Suns (en) :
« Sur la courte liste des cibles pour la bombe atomique, en plus d'Hiroshima, Kokura et Niigata, il y avait aussi la ville des temples, Kyoto. Quand l'expert sur le Japon, le professeur Edwin O. Reischauer, entendit cette terrible nouvelle, il se rendit précipitamment dans le bureau de son chef, le major Alfred MacCormack, dans un département des services de renseignement de l'armée. Le choc le fit fondre en larmes. MacCormack, un avocat cultivé et respectueux de la vie humaine, arriva à persuader le secrétaire à la Guerre Henry L. Stimson d'accorder un sursis à Kyoto et de retirer la ville de la liste. »
Reischauer réfute cette version dans son livre My Life Between Japan And America, 1986, p. 101 :
« J'aurais probablement fait ça si j'en avais eu l'occasion, mais ce récit ne contient pas une once de vérité. Comme cela a déjà été amplement prouvé par mon ami Otis Cary de Doshisha à Kyoto, la seule personne qui mérite les honneurs pour avoir sauvé Kyoto de la destruction est Henry L. Stimson, le secrétaire à la Guerre de l'époque, qui avait connu et admiré Kyoto lors de sa lune de miel plus de trois décennies auparavant. »
Cette affirmation est partiellement confirmée par Richard Rhodes, qui décrit le refus de Stimson au sujet du bombardement de Kyoto, allant contre la volonté du général Leslie Groves.
Kyoto, qui avait été mise au premier rang dans une version antérieure de la liste parce qu'elle était l'ancienne capitale impériale, est remplacée par une autre ville, à la demande du secrétaire à la Guerre Henry Lewis Stimson, du fait de sa valeur culturelle ; elle avait également été épargnée par les bombardements incendiaires pour les mêmes motifs,. Nagasaki est donc retenue à sa place.
Le 31 mai 1945, Henry L. Stimson réunit le comité intérimaire. Les participants discutent de l'opportunité d'envoyer aux Japonais un avertissement avant l'attaque. Ils craignent que les Japonais ne déplacent des prisonniers de guerre en direction des zones prévues pour le bombardement ou que les bombardiers ne soient abattus. Il se peut aussi que la bombe soit un fiasco avec une explosion incomplète. Edward Teller propose de faire exploser la bombe de nuit, sans avertissement, au-dessus de la baie de Tokyo pour éviter les pertes humaines et choquer l'opinion. Cette idée est rejetée : les Japonais avaient déjà prouvé leur combativité sans limites avec les kamikazes (avions suicides) et il n'est pas sûr qu'une action sans destruction massive soit suffisante pour les déstabiliser.
Oppenheimer suggère d'attaquer avec plusieurs bombes le même jour pour définitivement arrêter la guerre. Le général Groves s'y oppose, car les cibles ont déjà fait l'objet de bombardements conventionnels et les effets des bombes ne seront pas assez significatifs sur ces terrains déjà dévastés. De plus, les estimations de la puissance d'une explosion nucléaire alors disponibles ne correspondent au mieux qu'à la moitié, au pire à un dixième de la puissance effective. Aucun essai n'ayant été réalisé, les effets ne sont pas encore connus. Ce n'est qu'après l'essai Trinity que la nature de la mission peut être décidée.

## Déclenchement des opérations
Depuis plusieurs mois, le gouvernement japonais avait chargé l'URSS, seul pays qui n'avait pas déclaré la guerre au Japon, de faire officieusement des offres d'armistice aux États-Unis.
Le 26 juillet, les États-Unis, le Royaume-Uni et la Chine transmettent la déclaration de Potsdam demandant la capitulation sans conditions du Japon, mais sans clairement exiger ou écarter la destitution de l'empereur, et avertissant que le pays serait dévasté si la guerre continuait,. Le gouvernement japonais rejette les demandes alliées le 28 juillet (mokusatsu),.

### Réaction du Japon à l'ultimatum de Potsdam
Les échanges entre Hirohito, le cabinet et l'état-major montrent que l'empire du Japon n'était pas sur le point de se rendre sans condition. Les archives japonaises et le journal du Garde des sceaux Kōichi Kido indiquent que l'empereur et le cabinet insistèrent pour obtenir une reddition conditionnelle, alors que le gouvernement menait des négociations parallèles avec l'Union soviétique. Parmi ces conditions se trouvaient le désarmement des troupes par les autorités japonaises, le jugement des criminels par les autorités japonaises, l'absence de forces d'occupation sur le sol japonais et la préservation du régime impérial et de l'Empereur.
En réponse à la déclaration de Potsdam du 26 juillet, le gouvernement japonais organise le 28 une conférence de presse au cours de laquelle le Premier ministre Kantarō Suzuki annonça l'intention du Japon « d'ignorer » (mokusatsu) l'ultimatum. Une ambiguïté subsiste cependant quant à l'attitude de Suzuki : favorable à la capitulation, il doit composer avec la faction belliciste de l'armée, et a peut-être souhaité, par cette expression, exprimer un simple refus d'aborder la question en public, ou signifier que l'ultimatum n'apportait rien de nouveau. Le terme est cependant compris par les États-Unis comme un refus catégorique de toute reddition,.
Entre le 27 juillet et le 6 août, alors que Hirohito fait l'objet d'intenses pressions de la part de ses frères et de ses oncles qui lui demandent d'abdiquer en faveur de son fils, le gouvernement se réfugie dans le mutisme. Dans l'attente d'une issue aux négociations menées avec les Soviétiques, l'empereur ordonne le 31 juillet au garde du sceau impérial Kôichi Kido de prendre les mesures pour défendre « à tout prix » les insignes impériaux.
Le 2 août, Shigenori Tōgō, le ministre des Affaires étrangères, transmit à l'ambassadeur nippon à Moscou, Naotake Satō, un message lui indiquant que l'empereur, le Premier ministre et le quartier général impérial « plaçaient tous leurs espoirs » dans l'acceptation, par l'Union soviétique, d'une mission de paix menée par le prince Fumimaro Konoe. L'ambassadeur répliqua en recommandant au gouvernement d'accepter les termes de l'ultimatum de Potsdam.
Pressé par l'empereur, désireux de protéger ses prérogatives, Tōgō refuse toute négociation directe avec les autres alliés même lorsque Kaina, le président du bureau d'espionnage, lui déclare le 4 août : « Ce n'est pas assez de négocier seulement avec l'Union soviétique. Il n'y a pas d'espoir si nous continuons comme ça. De quelque façon, en coulisse, nous devons négocier avec les États-Unis, la Grande-Bretagne et la Chine. »

### L'ordre d'attaquer

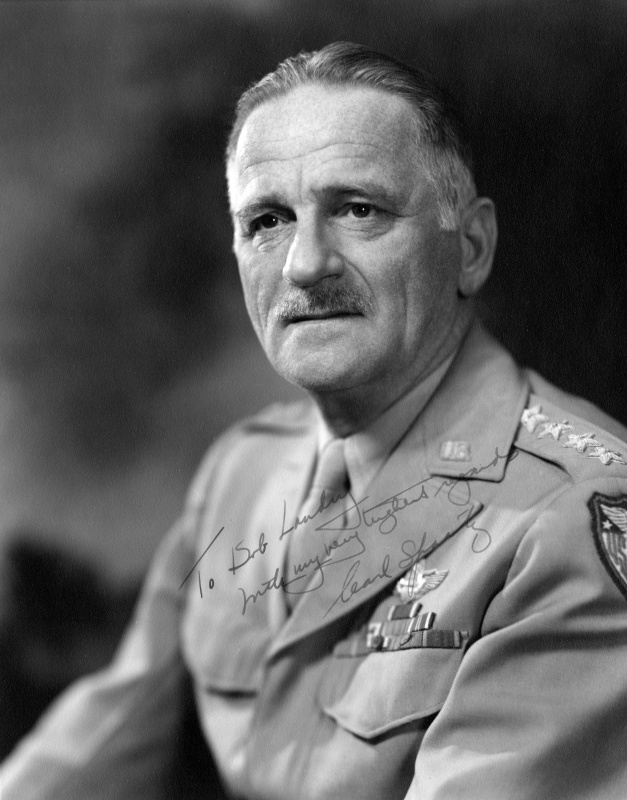
Le général Spaatz, chef du commandement de combat de l'armée de l'air américaine.

Le 21 juillet 1945, le président Harry S. Truman ordonne le largage des bombes sur le Japon. Le 24 juillet, l'ordre est relayé par le secrétaire à la Guerre, Henry Lewis Stimson, et le lendemain, le général Thomas Handy envoie un ordre secret au général Spaatz, autorisant le largage de la bombe après le 3 août, « dès que le temps le permettra », sur Hiroshima, Kokura, Niigata ou Nagasaki. Ce sera le seul ordre écrit concernant l'utilisation de la bombe atomique. Spaatz est chargé d'en informer Mac Arthur et Nimitz. L'ordre n'évoque pas la nature de l’explosif, se contentant de mentionner une bombe spéciale. Cet ordre fut donné avant même que l'ultimatum de Potsdam ne soit publié.
Seules quelques personnes étaient au courant des ordres donnés par le président Truman.

## Hiroshima
Hiroshima était, après Kyoto, la principale ville d'art et d'histoire du Japon, avec une population civile d'environ 250 000 habitants.

### Hiroshima durant la Seconde Guerre mondiale
Capitale de la région de Chūgoku sur le delta du fleuve Ota-gawa, la ville est établie sur sept îles.
Des camps militaires étaient installés dans les environs. Parmi les plus importants, on trouvait ceux de la 5e division et le centre de commandement du général Shunroku Hata. Celui-ci gérait l'ensemble de la défense de la partie méridionale de l'archipel. Le quartier général de la deuxième armée générale (第2総軍 (日本軍), Dai-ni Sōgun) créé le 8 avril 1945 à partir de la dissolution du commandement général de la défense (防衛総司令部, Bōei Soshireibu) était situé dans un secteur montagneux de la ville à 10 km du centre, dans le château de Hiroshima.
Hiroshima était un centre d'approvisionnement important et une base logistique pour les forces armées. On y trouvait un centre de communications, des dépôts de matériel et de troupes. La population d'Hiroshima fut mobilisée, comme dans les autres cités japonaises, contre l'envahisseur américain : les femmes et les enfants apprenaient à se battre avec des bâtons et à supporter l'effort de guerre que ce soit dans les bureaux ou les usines.
À 50 km environ de la ville, sur l'île d'Ōkunoshima, était établie une usine de fabrication de gaz toxiques affiliée au réseau d'unités de recherche de Shiro Ishii. Avec l'expansion de l'Empire, au cours de l'ère Showa, différents types d'armes chimiques y furent produites comme le gaz moutarde, l'ypérite, le lewisite et du cyanure. Ces produits étaient utilisés notamment contre les soldats et les civils chinois ainsi que dans les expérimentations menées sur des cobayes humains par les unités de Shiro Ishii. Toutefois, cette installation n'était pas visée par les bombardements, puisque trop éloignée d'Hiroshima.
La cité fut choisie comme cible car elle n'avait encore subi aucun raid aérien. Selon le musée national de la ville d'Hiroshima, la ville fut volontairement épargnée par les Américains lors des bombardements conventionnels pour éviter tout dommage préalable[réf. souhaitée], afin de mieux évaluer les effets de la bombe.
La ville était faite de maisons presque toutes construites en ossature de bois légère et en papier. Le centre de la ville possédait plusieurs bâtiments publics en béton armé. En périphérie, les habitations en bois côtoyaient les petits commerces, formant une dense collection de structures légères. Quelques usines étaient implantées à l'écart dans la banlieue. Le risque d'incendie était élevé à Hiroshima : la concentration des bâtiments et les matériaux utilisés étaient propices à une destruction maximale à cause des effets thermiques de la bombe atomique.
Les informations concernant le nombre de personnes présentes dans la ville lors du bombardement sont très variables, allant de 255 000 à 348 000 habitants. Les estimations données par les troupes et les travailleurs sont probablement imprécises. Le rapport américain[Lequel ?] indiquant 255 000 habitants s'était appuyé sur les statistiques de rationnement de riz de juin 1945.

### Préparatifs

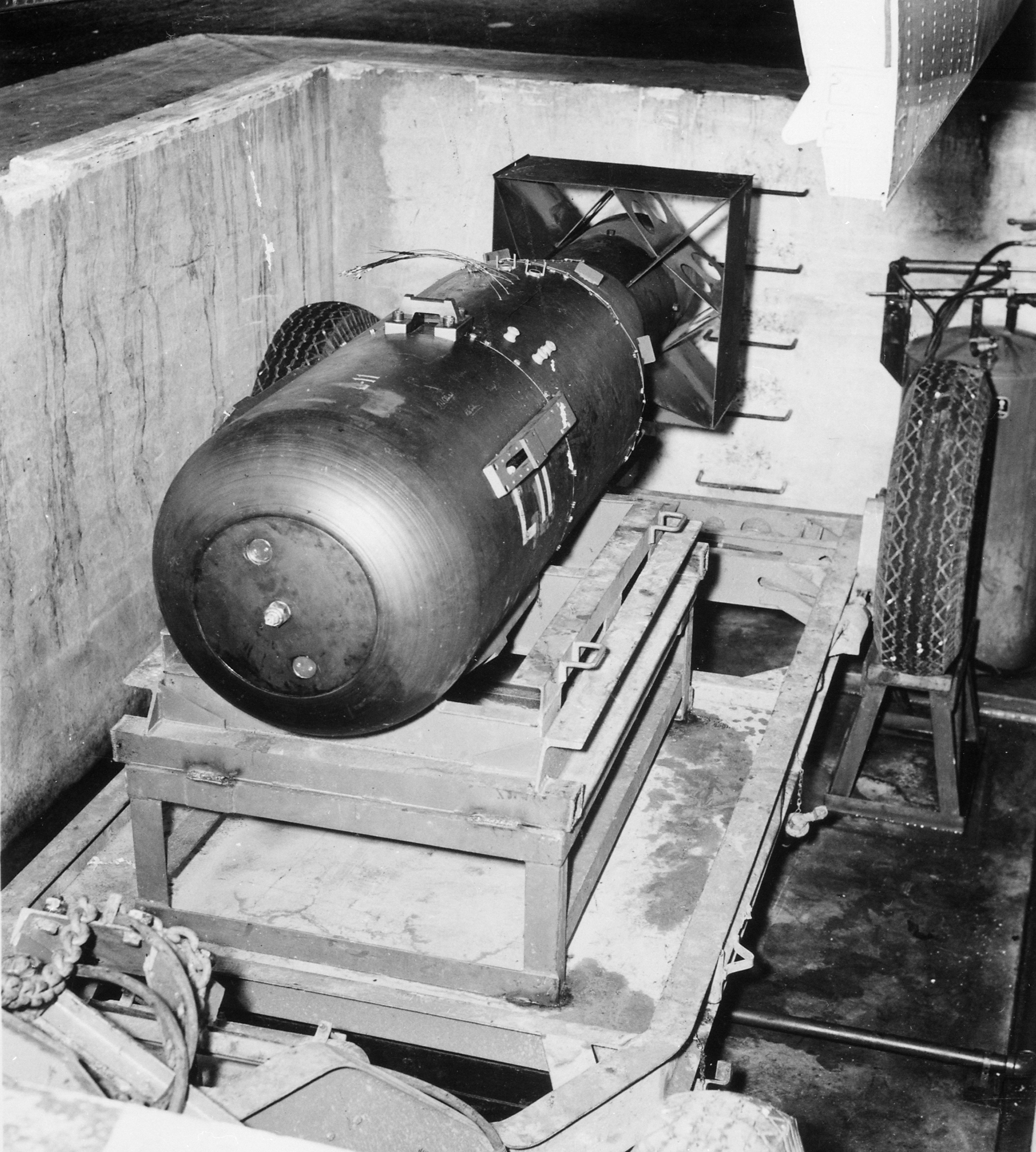
La bombe atomique Little Boy avant son installation dans la soute du B-29.

Deux heures après la réussite de l'essai Trinity le 16 juillet 1945, les bombes Fat Man et Little Boy furent envoyées de San Francisco à Tinian à bord du croiseur Indianapolis. Le 26 juillet 1945, elles arrivèrent sur la base américaine. Le 28 juillet et le jour suivant, quatre avions de la « Green Hornet line » s'envolèrent depuis l'Australie pour apporter les derniers composants nécessaires aux bombes : le cœur en plutonium pour Fat Man et les cylindres en uranium pour Little Boy.
Le capitaine de vaisseau de l'US Navy William Parsons était chargé de la maintenance et de l'organisation de l'assemblage des bombes sur place. Il mit en place les différents ateliers nécessaires à cette opération, car on ne savait pas encore combien de bombes seraient employées pour faire plier le Japon. Les Américains avaient prévu deux attaques supplémentaires si la première ne se révélait pas suffisante. La bombe d'une seconde attaque était ainsi déjà prête, et pendant ce temps aux États-Unis, la production de matière fissile continuait pour la fabrication d'une troisième bombe.
Le seul vecteur possible pour la bombe était le Boeing B-29 Superfortress, seul bombardier lourd capable d'atteindre le Japon à l'époque. Une vingtaine d'exemplaires furent modifiés en réunissant les deux soutes à bombes en une seule, pour y loger la nouvelle arme, durant l'été 1945 à l'usine Glenn L. Martin d'Omaha. Une unité spécialement créée pour le bombardement nucléaire fut mise sur pied, le 509th Composite Group.
Little Boy fut installée dans un B-29, mais ne fut pas armée. On craignait en effet que l'avion ne s'écrase et que la bombe ne se déclenche accidentellement, pulvérisant immédiatement une grande partie de l'île. Les accidents avec ces bombardiers étaient courants et les militaires ne voulaient pas prendre de risques. Il fut décidé que l'armement, une des phases les plus délicates de la mission, se ferait après le décollage. L'équipe s'entraîna sans relâche pour peaufiner la mission et plus particulièrement Parsons qui était chargé d'armer la bombe en vol avec toutes les responsabilités que cela impliquait.
Le commandant de bord Paul Tibbets décida ensuite de baptiser le B-29 du nom de sa mère, Enola Gay, pour placer l'avion et son équipage « sous une bonne étoile » comme il le dira lors d'un entretien[réf. nécessaire]. Peu avant le décollage, des journalistes s'étaient attroupés autour du bombardier pour immortaliser l'événement.

### Le bombardement
Hiroshima était la cible prioritaire pour le bombardement. Le 6 août 1945, le temps était clair au-dessus de la ville. Plusieurs B-29 (dont Jabbit III pour Kokura et Full House pour Nagasaki) avaient été envoyés sur les autres cibles pour y évaluer la situation météo, au cas où les conditions seraient défavorables au-dessus d'Hiroshima, mais les autres villes étaient toutes couvertes par des nuages. Pilotée par Paul Tibbets, Enola Gay était parti à 2 h 45 de l'île de Tinian, avec Little Boy à son bord. Celle-ci fut armée pendant le vol par le capitaine de vaisseau William Parsons.

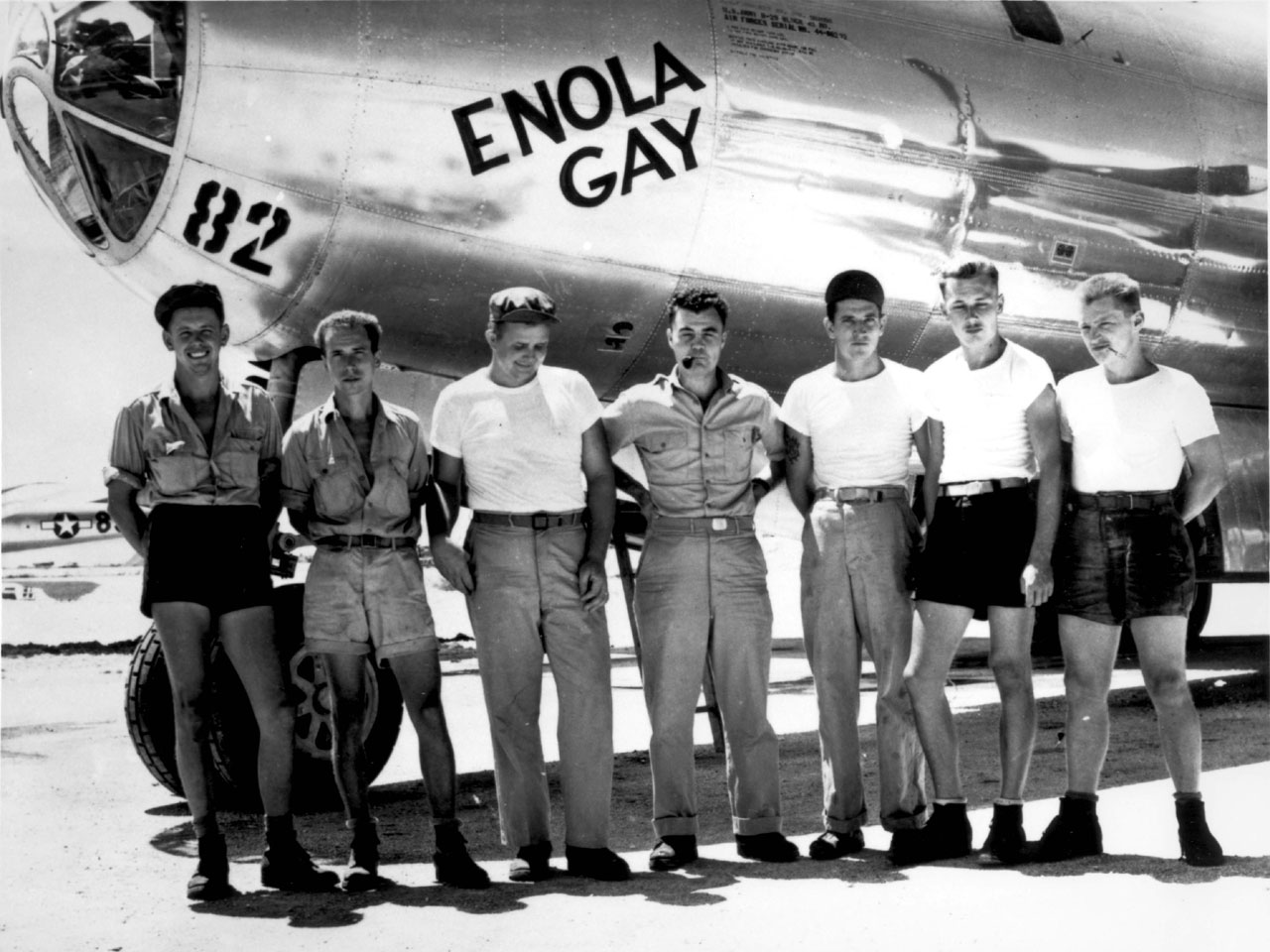
L'équipage d'Enola Gay avec Paul Tibbets au centre.

Environ une heure avant le bombardement, les Japonais avaient détecté l'approche d'un avion américain sur le Sud de l'archipel. L'alerte fut déclenchée avec des annonces à l'intention de la population et l'interruption des programmes de la radio dans plusieurs villes. L'avion survola Hiroshima et disparut. Cet avion était en fait le B-29 de reconnaissance, Straight Flush, qui signala de bonnes conditions de visibilité pour le bombardement. Les radars japonais détectèrent ensuite un nouveau groupe d'avions à haute altitude, mais leur faible nombre, seulement trois, fit que l'alerte fut levée après une dizaine de minutes. Les recommandations pour la population étaient de gagner les abris si un B-29 était visible, mais aucun raid n'était attendu mis à part de la reconnaissance.
Il s'agissait en fait des trois B-29 du raid sur Hiroshima qui évoluaient à plus de 9 500 mètres d'altitude :
- Enola Gay (bombardement) ;
- The Great Artiste (mesures et relevé de données) ;
- Necessary Evil (photographies, films).

Le second lieutenant, Morris R. Jeppson, fut le dernier à toucher la bombe lorsqu'il plaça les fusibles d'armement. Peu avant 8 h 15, Enola Gay arriva au-dessus de la ville. L'ordre de bombarder fut donné par Tibbets et le major Thomas Ferebee l'exécuta en visant le pont Aioi, reconnaissable par sa forme en « T », qui constituait un point de repère idéal au centre de la ville. Peu après 8 h 15, la bombe « Little Boy » sortit de la soute à une altitude de 9 450 m (31 000 pieds).
Le 6 août 1945, à 8 h 16 min 2 s, après environ 43 secondes de chute libre, activée par les capteurs d'altitude et ses radars, elle explosa à 580 mètres à la verticale de l'hôpital Shima, en plein cœur de l'agglomération, à environ 300 m au sud-est du pont initialement visé, libérant une énergie équivalente à environ 15 000 tonnes de TNT. L'explosion tua instantanément des dizaines de milliers de personnes et détruisit tout sur environ 12 km2.
Une énorme bulle de gaz incandescent de plus de 400 mètres de diamètre se forma en quelques fractions de seconde, émettant un puissant rayonnement thermique. En dessous, près de l'hypocentre, la température des surfaces exposées à ce rayonnement s'est élevée un bref instant, très superficiellement, à peut-être 4 000 °C. Des incendies se déclenchèrent, même à plusieurs kilomètres. Les personnes exposées à cet éclair furent brûlées. Celles protégées à l'intérieur ou par l’ombre des bâtiments furent ensevelies ou blessées par les projections de débris quand quelques secondes plus tard l'onde de choc arriva sur elles. Des vents de 300 à 800 km/h dévastèrent alors les rues et les habitations. Le long calvaire des survivants ne faisait que commencer alors que le champignon atomique, aspirant la poussière et les débris, entamait son ascension de plusieurs kilomètres et commençait à recracher ses poussières contaminées.

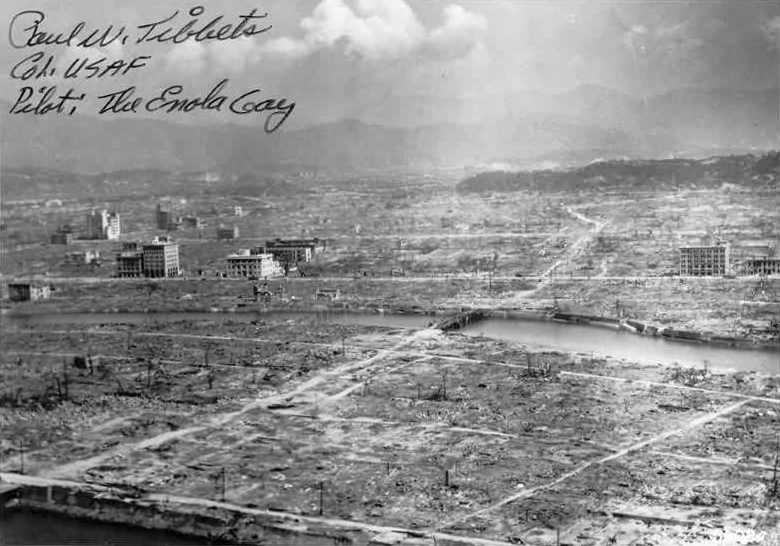
Vue d'Hiroshima, peu après le bombardement.

Un énorme foyer généralisé se déclencha rapidement avec des pics de température en certains endroits. Si certaines zones furent épargnées lors de l'explosion, elles devaient par la suite affronter un déluge de feu causé par les mouvements intenses des masses d'air. Cette « tempête de feu » fut similaire à celles provoquées par les bombardements incendiaires sur les villes allemandes.
Enola Gay avait entre-temps effectué un virage serré à 155° vers le nord-ouest et rebroussait chemin. Les membres de l'équipage, protégés par des lunettes, purent assister à l'explosion. Bob Lewis, le copilote d'Enola Gay, s'écrie : « Mon Dieu, qu'avons-nous fait ? »
Les six appareils américains impliqués dans l'attaque retournèrent sans dommages dans les Mariannes à Tinian où le major-général Carl Spaatz, à la tête de la 8e Air Force, décora Tibbets de la Distinguished Service Cross et le reste de l'équipage de la Distinguished Flying Cross. Un débriefing rapide fut mené par l'officier de renseignement et l'équipage fut convié à boire un verre au club des officiers. Les deux autres B-29 chargés de collecter des données et des prises de vues restèrent suffisamment longtemps autour du site de l'explosion pour photographier le champignon atomique et les dégâts, filmer les alentours et recueillir des informations sur la mission.

### Découverte de la destruction par les autorités de Tokyo
L'opérateur chargé des liaisons radio à Tokyo, un employé de la Nippon Hōsō Kyōkai, remarqua que la station d'Hiroshima ne répondait plus. Il tenta de rétablir la communication via une autre ligne téléphonique, mais celle-ci était également silencieuse. Environ vingt minutes plus tard, le centre ferroviaire qui gérait les télégraphes à Tokyo se rendit compte que la ligne principale avait cessé de fonctionner jusqu'au nord d'Hiroshima. Tous ces problèmes furent l'objet d'un rapport auprès du poste de commandement japonais[Qui ?].

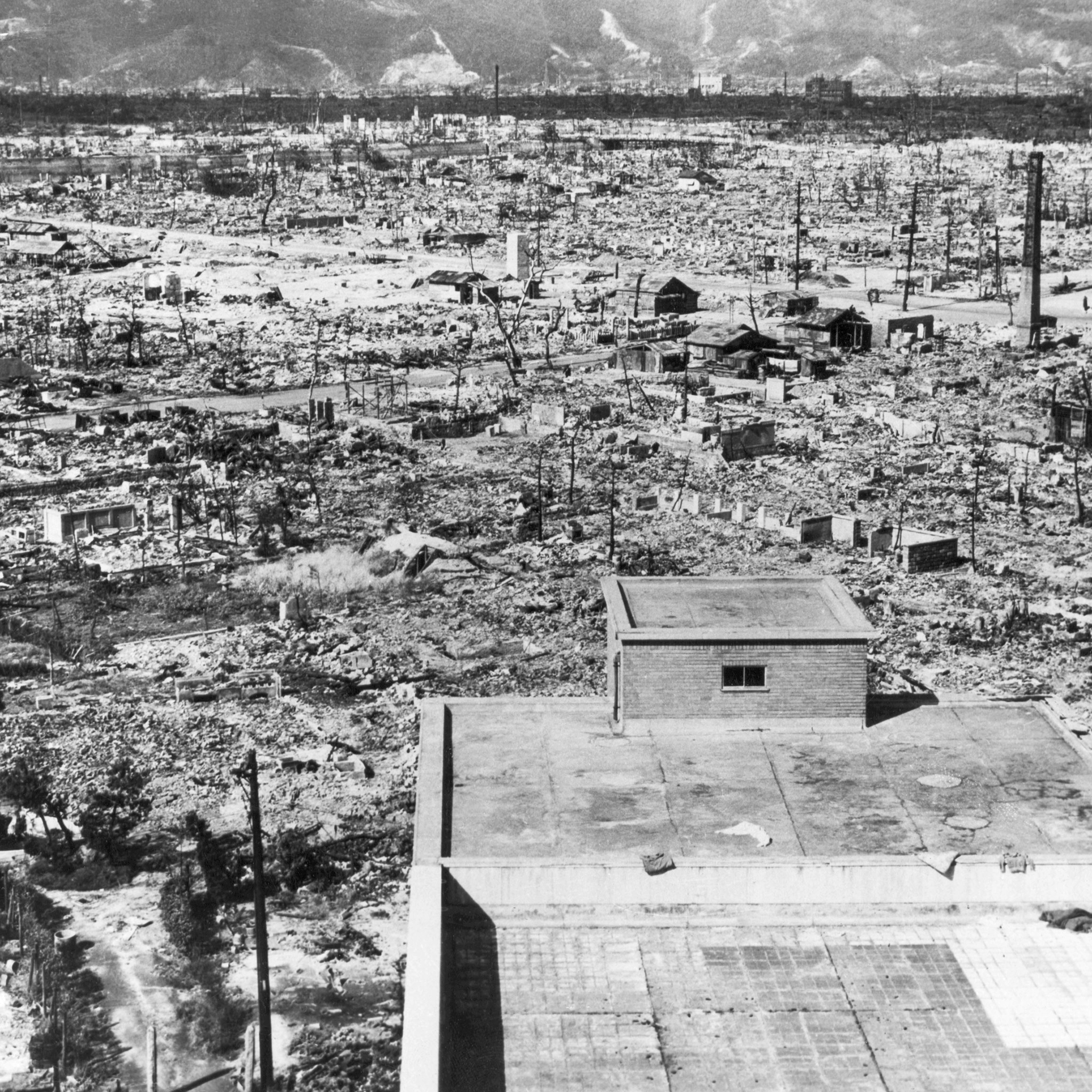
Dégâts dans le centre d'Hiroshima.

Le commandement principal tenta à plusieurs reprises d'appeler le centre de commandement de l'armée à Hiroshima. Le silence qui s'ensuivit laissa dubitatifs les responsables de Tokyo. Ils savaient qu'aucun raid ennemi avec un grand nombre d'avions n'avait eu lieu, les radars n'avaient signalé que quelques avions dispersés. De plus, aucun stock important d'explosifs ne se trouvait à Hiroshima à ce moment-là. Un jeune officier du quartier général japonais fut alors envoyé d'urgence à Hiroshima par avion pour constater les dégâts et retourner à Tokyo avec des informations sur des destructions potentielles. On pensait qu'il s'agissait juste de quelques lignes coupées par un bombardement isolé.
L'officier se rendit à l'aéroport et son avion partit en direction du sud-ouest. Après trois heures de vol, son pilote et lui distinguèrent un immense nuage de fumée au-dessus d'Hiroshima. L'appareil se trouvait pourtant encore à 160 km. Arrivés sur place, les deux hommes ne cessèrent de tourner autour de la ville dévastée, ne pouvant croire ce qu'ils voyaient : des incendies à des kilomètres à la ronde et un épais nuage dominant la ville transformée en champ de ruines. L'avion atterrit au sud de la ville et l'officier prit des mesures[Lesquelles ?] après en avoir informé Tokyo[Quand ?].
La capitale ne sera informée de la cause exacte du désastre que seize heures plus tard, lorsque la Maison-Blanche annonça publiquement le bombardement à Washington.
Pendant ce temps à Hiroshima, les secours tardaient à venir et nombreux furent ceux qui périrent durant les premières heures. Une intense soif gagna les habitants, les victimes cherchaient désespérément de l'eau, mais les soldats avaient reçu l'ordre de ne pas donner à boire aux grands brûlés.

## Réaction du gouvernement japonais
Le bombardement atomique survient à un moment de la guerre où les États-Unis sont « en train d'effectuer une des plus intenses campagnes de destruction de centres urbains de l'histoire mondiale. 68 villes japonaises sont bombardées, et toutes sont partiellement ou intégralement détruites ». L'offensive aérienne américaine fera au total plus d'un million de morts et de blessés, très majoritairement par ces moyens classiques. Le 13 août, le général Anami Korechika, ministre de la Guerre, déclare que les bombes atomiques ne sont pas « pires » que les bombes incendiaires au napalm qui ravagent le pays depuis des semaines.
Le bombardement d'Hiroshima ne modifia en rien l'attitude de Hirohito et du gouvernement qui ne prirent aucune mesure pour amorcer le processus de reddition, espérant toujours une issue favorable aux négociations avec l'Union soviétique. Le 7 août, Shigenori Tōgō s'enquit encore auprès de l'ambassadeur Satō des intentions du gouvernement soviétique.

## Réaction de l'URSS
Profitant du bombardement d'Hiroshima, Staline met un terme aux négociations avec le Japon et déclenche, dès le 9 août, dix minutes après minuit, l'offensive de Mandchourie, soit trois mois après la capitulation allemande, comme convenu lors de la conférence de Yalta.

## Second ultimatum
Après l'attaque, une allocution du président Truman annonça que les États-Unis avaient utilisé une bombe atomique contre Hiroshima et que d'autres attaques aériennes seraient menées contre les industries et les réseaux de transport japonais. La déclaration menaçait également le Japon d'un « déluge de ruines venu des airs comme il n'en a jamais été vu de semblable sur cette Terre » s'il n'acceptait pas une capitulation sans conditions :

« La force d'où le soleil tire sa puissance a été lâchée contre ceux qui ont déclenché la guerre en Asie. (…) C'était pour épargner le peuple japonais d'une destruction totale que l'ultimatum du 26 juillet a été formulé à la conférence de Potsdam. Ses dirigeants ont aussitôt rejeté cet ultimatum. S'ils n'acceptent pas maintenant nos conditions, ils doivent s'attendre à un déluge de destructions comme il n'en a jamais été vu de semblable sur cette Terre. Après cette attaque aérienne suivront des forces marines et terrestres en nombre et en puissance telles qu'ils n'en ont jamais vues et avec les aptitudes au combat dont ils sont déjà bien conscients »

Cette fois, le gouvernement japonais ne formula aucune réponse officielle, se concentrant sur une façon d'obtenir de l'Union soviétique la garantie que la Kokutai et les prérogatives de l'empereur seraient protégées.
Deux jours plus tard, des bombardements incendiaires nocturnes furent conduits par l'US Air Force contre les villes de Yahata et de Fukuyama ; ces attaques détruisirent 21 % de la zone urbaine de Yahata et plus de 73 % de celle de Fukuyama. Les appareils japonais interceptèrent la formation envoyée contre Yahata et abattirent un B-29 et cinq P-47 tout en perdant environ 12 chasseurs.

## Messages américains à la population japonaise
Parallèlement aux échanges entre gouvernements, le 8 août 1945, des messages imprimés sur de petites feuilles de papier sont largués sur le Japon, :

« À L'ATTENTION DU PEUPLE JAPONAIS
L'Amérique demande que vous prêtiez immédiatement attention à ce que vous allez lire sur cette feuille.
Nous sommes en possession de l'explosif le plus destructeur jamais conçu par l'homme. Une seule de nos bombes atomiques, que nous avons récemment développées, est équivalente à la puissance explosive que 2000 B-29 peuvent transporter lors d'une seule mission. Cette affreuse affirmation doit vous faire réfléchir et nous pouvons vous assurer solennellement qu'elle est terriblement exacte.
Nous venons juste de commencer à utiliser cette arme contre votre patrie. Si vous avez un quelconque doute, faites une enquête et demandez ce qui s'est passé à Hiroshima quand une seule de nos bombes est tombée sur la ville.
Avant d'utiliser cette bombe pour détruire toutes les ressources militaires qui permettent de continuer cette guerre inutile, nous vous demandons d'adresser à l'Empereur une pétition pour mettre fin au conflit. Notre président a exposé les treize conditions d'une capitulation honorable. Nous vous pressons d'accepter ces conditions et de commencer le processus de construction d'un nouveau Japon, meilleur et en paix.
Vous devriez prendre maintenant des décisions pour arrêter la résistance militaire. Nous devrons autrement nous résoudre à utiliser cette bombe et toutes nos autres armes supérieures pour cesser rapidement et avec force cette guerre. »

## Nagasaki

### Nagasaki durant la Seconde Guerre mondiale
La ville de Nagasaki était l'un des plus grands ports du sud du Japon, et de ce fait un pilier du complexe militaro-industriel japonais. Diverses industries y étaient implantées : fabriques d'équipements militaires et de munitions, chantiers navals, usines aéronautiques, etc.
L'important effort de guerre du Japon nécessitait des moyens modernes qui contrastaient avec le bâti de Nagasaki : les résidences étaient traditionnelles, avec des structures en bois. Les murs étaient en bois avec parfois du plâtre et les toits étaient couverts de tuiles. Les usines plus modestes et les bâtiments commerciaux étaient également construits en bois. Les structures ne pouvaient ainsi résister à de fortes explosions.
Nagasaki s'agrandit pendant plusieurs années sans vraiment suivre un plan précis. Les habitations furent placées près des usines dans la vallée et la densité des constructions était élevée. Avant l'attaque atomique, Nagasaki n'avait jamais fait l'objet de bombardements à grande échelle. Le 1er août 1945, quelques bombes de forte puissance furent toutefois larguées sur la ville. Quelques-unes de ces bombes frappèrent le port et les constructions navales dans la partie sud-ouest de la ville. D'autres bombes visèrent les usines Mitsubishi et trois bombes sur six touchèrent l'hôpital de Nagasaki. Malgré des dégâts limités, l'impact sur la population fut important : une partie des enfants fut évacuée vers des zones rurales, avec d'autres personnes.

### Le bombardement

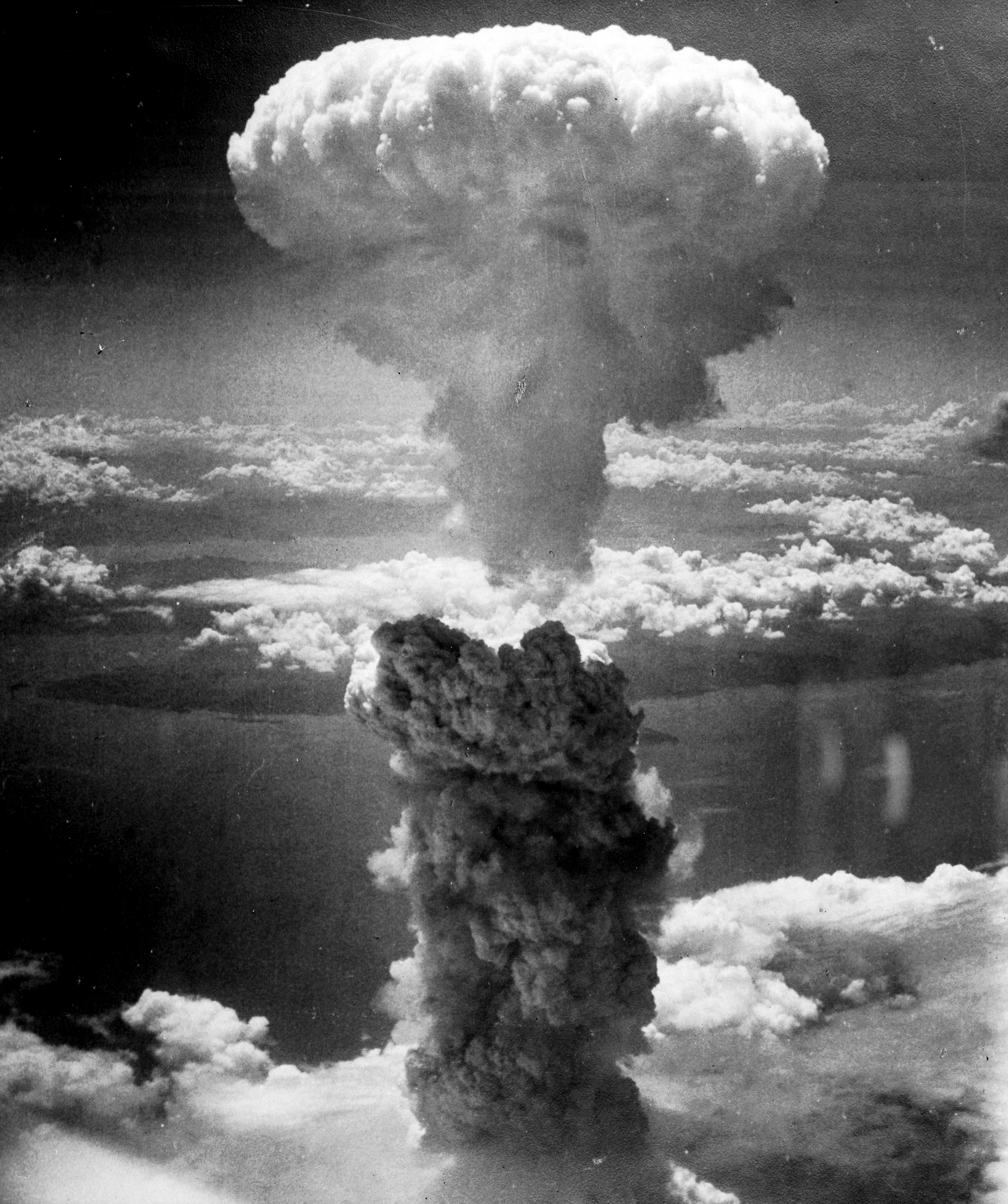
Le champignon atomique sur Nagasaki est monté jusqu'à une altitude de 18 km.

Le second bombardement atomique eut lieu le 9 août 1945. Parti de Tinian, le bombardier B-29 Bockscar devait initialement larguer la bombe « Fat Man » sur la ville de Kokura mais son pilote, Charles Sweeney, décida de se reporter sur la cible secondaire de Nagasaki du fait de la couverture nuageuse sur la ville. Deux autres B-29 décollèrent peu après : The Great Artiste piloté par Frederick Bock et Big Stink piloté par le lieutenant-colonel Hopkins.
Après dix minutes de vol, le commandant Ashworth activa la bombe en chargeant les fusibles et ordonna de ne pas descendre en dessous de 1 500 mètres pour éviter une détonation accidentelle. Les trois avions devaient se donner rendez-vous au-dessus de l'île de Yaku-shima mais Bockscar ne rencontra que The Great Artiste. Pendant plus de 40 minutes, les deux bombardiers tournèrent autour de l'île pour l'attendre. Pendant ce temps, les informations météorologiques données par les avions de reconnaissance arrivèrent : des nuages couvraient partiellement Nagasaki et Kokura, mais le bombardement était normalement possible.
L'autre avion n'apparaissant pas, les deux B-29 se dirigèrent vers Kokura. Arrivé au-dessus de la ville vers 10 h 20, l'équipage de Bockscar affronta un nouveau problème : la couverture nuageuse à 70 % empêchait le bombardement. Après trois survols de Kokura, les deux avions se dirigèrent vers Nagasaki, la seconde cible, pour procéder à un bombardement visuel des principales usines de la ville. Les dizaines de minutes passées à attendre The Big Stink ont ainsi permis à Kokura d'éviter le bombardement à la suite d'une dégradation soudaine des conditions météorologiques, et ont scellé le destin de Nagasaki.
Bockscar dut cependant faire face à un nouvel imprévu avec l'impossibilité de disposer du carburant de réserve.
À 7 h 50, une alerte aérienne fut donnée à Nagasaki mais fut rapidement levée aux alentours de 8 h 30. Quand les avions apparurent au-dessus de la ville vers 10 h 56, les Japonais pensèrent qu'il s'agissait d'avions de reconnaissance, alors courants, et aucune alarme ne fut donnée.
Quelques minutes avant l'explosion de la bombe, The Great Artiste largua des instruments scientifiques attachés à trois parachutes. Des messages à destination du professeur japonais Ryôkichi Sagane (ja), un physicien nucléaire qui avait travaillé avec trois des membres du projet Manhattan, accompagnaient l'équipement parachuté. Les messages lui demandaient d'avertir le public japonais des dangers de la bombe atomique, mais ils ne furent trouvés qu'à la fin de la guerre.
À 10 h 58, une percée dans les nuages sur Nagasaki permit au bombardier de Bockscar, le capitaine Kermit Beahan, de viser la zone prévue, une vallée avec des industries. Fat Man fut alors larguée et explosa à 469 mètres d'altitude. L'explosion eut lieu entre les deux cibles potentielles : l'usine d'aciérie et d'armement de Mitsubishi au nord et l'usine de torpilles Mitsubishi-Urakami au sud.
La bombe fut larguée à 11 h 02 heure locale et l'explosion d'une puissance de 20 kilotonnes détruisit 3,8 km2 de bâtiments dans le district d'Urakami,.
Trois ondes de choc atteignirent les deux avions. The Great Artiste continua sa mission scientifique autour de Nagasaki pendant que Bockscar se dirigeait vers le sud. Le retour vers Tinian étant impossible faute de carburant de réserve, Bockscar risquait de devoir se poser en mer. Sweeney décida d'atterrir à Okinawa, alors sous occupation américaine. C'est quasiment en planant que le bombardier arriva sur la piste, un moteur s'étant déjà arrêté en vol. Une vingtaine de minutes plus tard, The Great Artiste atterrissait à son tour accompagné de The Big Stink qui s'était dirigé en solo vers Nagasaki pour prendre des photos.
Les trois avions firent le plein de carburant et retournèrent à Tinian où ils arrivèrent sans dommages le 9 août à 23 h 30.
L'invasion soviétique de la Mandchourie commença également le 9 août et l'Armée rouge progressa rapidement.
Le même jour, les B-29 larguèrent trois millions de tracts sur les villes japonaises avertissant que les bombes atomiques seraient utilisées pour détruire toutes les ressources militaires du pays à moins que l'empereur ne mette fin à la guerre.
Ce bombardement n'eut toutefois selon toute vraisemblance aucune incidence sur la décision de capitulation japonaise.

### La troisième bombe atomique
Une troisième bombe atomique devait être assemblée avant la fin du mois d'août pour un lancement le même mois, huit autres bombes devaient être disponibles en novembre et le général George Marshall, le chef d'état-major de l'armée américaine, demanda qu'elles soient mises en réserve pour viser des cibles tactiques en soutien de l'invasion du Japon.

## Conséquences humaines et matérielles des deux explosions nucléaires

### Les victimes
Le département de l'Énergie des États-Unis (DOE) avance les chiffres de 70 000 personnes pour Hiroshima et de 40 000 personnes pour Nagasaki. Pour sa part, le musée du mémorial pour la paix d'Hiroshima avance le chiffre de 140 000 morts, pour la seule ville d'Hiroshima. Selon l'historien Howard Zinn, le nombre de victimes atteint 250 000. Une étude américaine menée entre 1945 et 1981 qui cherchait à étudier les effets physiques, médicaux et sociaux des bombardements atomiques, estime le nombre total de victimes des bombardements atomiques d'Hiroshima et Nagasaki entre 60 000 et 200 000 personnes. À celles-ci s'ajoutent les morts qu'il est difficile de mesurer, causées ultérieurement par divers types de cancers (334 cancers et 231 leucémies sur la population suivie, moins de 2 000 au total selon une source américaine) et de pathologies,. L'enquête sur les radiations des victimes de la bombe atomique est menée par la « Commission des victimes de la bombe atomique », et elle fait l'objet de diverses critiques et débats.

#### À Hiroshima

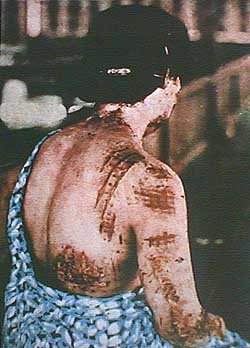
Les brûlures sur le corps de cette femme suivent le motif de son kimono. Les parties foncées du tissu, qui ont absorbé le rayonnement thermique, se sont échauffées et ont brûlé la peau en contact, alors que les parties claires ont réfléchi le rayonnement et protégé la peau.

Le nombre des victimes ne sera sans doute jamais connu car les circonstances (ville en partie évacuée, présence de réfugiés venant d'autres villes, destruction des archives d'état civil, disparition simultanée de tous les membres d’une même famille, crémations de masse) rendent toute comptabilité exacte impossible, en particulier des morts survenues dans les premières heures :
- d’après une estimation de 1946, la population au moment de l’attaque aurait été de 245 000 habitants, de 70 000 à 80 000 d’entre eux auraient été tués et autant blessés[63] ;
- d’après une estimation de 1956, sur une population de 256 300 personnes, 68 000 d’entre elles furent tuées et 76 000 blessées[64] ;
- d’après une autre plus récente, sur une population de 310 000 personnes, de 90 000 à 140 000 d’entre elles furent tuées[65],[66] ;
- d'après le maire d'Hiroshima lors d'un discours en 2005, le nombre total des morts s’élèverait à 237 062[67], mais ce nombre reste hypothétique.

D'après une étude réalisée par échantillonnage en novembre 1945 par la faculté de médecine de l'université impériale de Tokyo, 73,5 % des victimes moururent dès le bombardement ou le jour même. 11,3 % des victimes moururent avant la fin de la première semaine, et 3,4 % au cours de la deuxième semaine ; dans l'ensemble, près des neuf dixièmes des victimes (88,3 %) moururent dans cette première période de deux semaines. Le reste mourut majoritairement (9,9 % des victimes) après trois à huit semaines, et quelques-uns encore (1,4 % des victimes) après trois à quatre mois.
D'après la même étude, mais sur un échantillon différent, 26,2 % des victimes moururent le premier jour de causes inconnues, 45,5 % moururent de causes « mécaniques » consécutives au souffle de l'explosion et aux incendies (écrasements, traumatismes, brûlures) ; 16,3 % de brûlures dues au « flash thermique » de l'explosion nucléaire ; et 12,0 % des suites de l'irradiation. Si l'on considère que les causes inconnues sont essentiellement des causes « mécaniques », cette catégorie est donc à l'origine de plus de 70 % des décès.

#### À Nagasaki

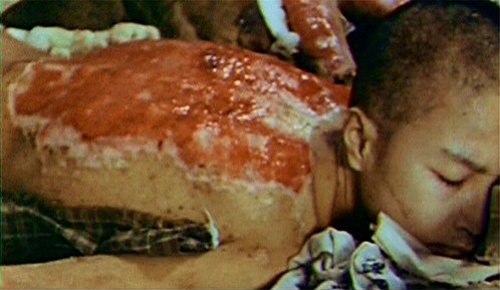
Photo célèbre de Sumiteru Taniguchi après la déflagration de Nagasaki

De même qu'à Hiroshima, le nombre des victimes à Nagasaki a fait l'objet de plusieurs estimations. Selon les mêmes sources :
- d’après l’estimation de 1946 : 35 000 personnes auraient été tuées et un peu plus blessées[63];
- d’après celle de 1956 : sur une population de 173 800 habitants, 38 000 furent tués et 21 000 blessés[réf. nécessaire] ;
- d’après la plus récente : sur une population de 250 000 habitants, 60 000 à 80 000 d’entre eux furent tués[65].

Il existe à Nagasaki quelques particularités par rapport à Hiroshima :
- l’arme utilisée étant plus puissante (une puissance équivalente à environ 20 000 tonnes de TNT) les dommages proches de l’hypocentre semblent avoir été plus importants ;
- grâce aux collines, les destructions ont été moins étendues car le relief a protégé certains quartiers ;
- l’habitat étant plus diffus la violence des incendies fut plus limitée, ils mirent deux heures pour prendre des proportions importantes, avec une durée de quelques heures et il n'y eut pas de conflagration généralisée ;
- l’arme étant d’un modèle différent (bombe à plutonium au lieu d’une bombe à uranium) la répartition du rayonnement γ et neutrons a été différente, ce qui semble avoir modifié la fréquence des types de leucémies observées.

### Blessures liées au rayonnement thermique et aux incendies

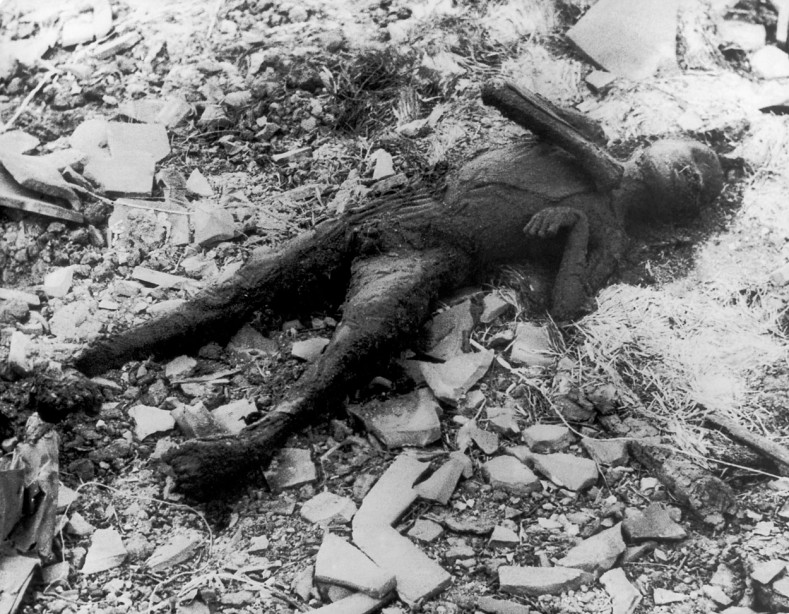
Yōsuke Yamahata photographie un enfant (inconnu) carbonisé à Nagasaki, 10 Août 1945. Les forces américaines ont censuré de telles images au Japon jusqu'en 1952,.

Ces types de blessures retrouvées chez 65 % des survivants blessés d'Hiroshima et de Nagasaki, furent responsables peut-être de 50 % des décès, causés par plusieurs mécanismes :
- brûlures de la peau découverte par le rayonnement thermique émis pendant une fraction de seconde au moment de l'explosion. Le moindre obstacle opaque a pu apporter une certaine protection : le port de vêtements, en particulier clairs, l’ombre des bâtiments, le feuillage des arbres… C'est peut-être la blessure la plus caractéristique d'une explosion nucléaire ;
  - des brûlures du premier degré (érythème évoquant un coup de soleil) furent observées à plus de 4 km (occasionnellement 5 km) de l'hypocentre,
  - des brûlures du troisième degré (mortelles si étendues) sur la peau nue jusqu'à 1,5 km (occasionnellement 2,5 km)[72],
  - les personnes proches de l'hypocentre dont les parties du corps furent exposées à l'éclair ont été instantanément carbonisées jusqu’à l'hypoderme. Elles agonisèrent de quelques minutes à quelques heures[73]

On estime que le rayonnement thermique a été la cause directe d’environ 20 à 30 % des décès à Hiroshima et Nagasaki :
- brûlures par les flammes : à Hiroshima, de nombreux incendies éclatèrent dans la ville après l'explosion : en vingt minutes, les feux se réunirent en un seul foyer généralisé, provoquant l'apparition d'une colonne d'air chaud et de vents violents. Cette tempête de feu dura 16 heures et dévasta 11 km2, ce qui ne laissa que peu de chances aux victimes, souvent déjà blessées, qui y étaient piégées[75]. Contrairement aux bombardements incendiaires conventionnels, l'attaque d'Hiroshima limita considérablement les possibilités de fuite de la population en détruisant une vaste zone. Ce n'est que lorsque l'ensemble du combustible fut épuisé que le feu s'arrêta. Le nombre des décès liés aux incendies est sans doute très important mais impossible à estimer, car beaucoup de corps ont été détruits par les flammes ;
- un effet secondaire, mais tout aussi mortel, fut l'apparition d'une grande quantité de monoxyde de carbone. Ce gaz entraîna l'asphyxie au milieu du foyer et il y eut certainement peu de rescapés. Cependant, aucun témoignage ne confirme l'assertion d'un dégagement massif de CO[76] ;
- enfin, ceux qui, plus éloignés, avaient les yeux pointés vers la boule de feu eurent la rétine brûlée ou endommagée, ce qui provoqua des cécités. Elles pouvaient certes être réversibles, mais cette soudaine incapacité à se déplacer empêcha un grand nombre de personnes de trouver un abri et d'échapper à la mort alors que les incendies se développaient.

#### Les «ombres» d'Hiroshima
Le Monde diplomatique d'août 2005 publie quelques extraits d'un texte du journaliste américain John Hersey paru le 31 août 1946 dans le New Yorker. Hersey fut l'un des premiers à se rendre sur place, et il décrit le phénomène des ombres d'Hiroshima : « Les premiers scientifiques japonais arrivés quelques semaines après l’explosion notèrent que l'éclair de la bombe avait décoloré le béton. À certains endroits, la bombe avait laissé des marques correspondant aux ombres des objets que son éclair avait illuminés. Par exemple, les experts avaient trouvé une ombre permanente projetée sur le toit de l’édifice de la chambre de commerce par la tour du même bâtiment. On découvrit aussi des silhouettes humaines sur des murs, comme des négatifs de photos. »
Ce phénomène est dû aux changements de composition chimique des matériaux exposés et « grillés » par le rayonnement intense de la boule de feu nucléaire, rayonnement qui a pu être intercepté par des obstacles variés. Il s'agit d'un phénomène semblable à ce qui se produit si l'on projette de la couleur sur une main posée sur une feuille de papier (la technique du pochoir) : la chaleur dégagée par la bombe « a été absorbée par les corps, de sorte que le sol sous ces corps a reçu moins de chaleur et a été protégé par eux. »

### Blessures liées à l’onde de choc et à l’effet de souffle
Ces types de blessures furent retrouvés chez 70 % des survivants blessés d'Hiroshima et de Nagasaki, mais elles étaient rarement graves. L’hypothèse la plus probable est qu’immobilisés les blessés graves ont été condamnés quand les incendies se sont développés dans les décombres :
- barotraumatisme (effet direct) : lésions internes par rupture des tympans, des sinus, des poumons ou du tube digestif dues à la variation brutale de la pression au passage de l'onde. De telles lésions ont été peu observées (on n’a retrouvé de lésion des tympans, l’organe le plus fragile, que chez moins de 10 % des survivants proches de l’hypocentre)[81] ;
- effet indirect, et sans doute bien plus meurtrier :
  - le passage de l'onde de choc provoqua l'effondrement des bâtiments (jusqu'à 2 km dans le cas des habitations en bois). On estime qu’un grand nombre de victimes succombèrent ensevelies sous les décombres, d'autant que des incendies s'y développèrent rapidement,
  - en se brisant, le bois, le verre et les autres matériaux de construction se transformèrent en des projectiles mortels. Des blessés présentaient des lacérations jusqu'à 2 km de l'hypocentre,
  - le souffle déplaça brutalement les victimes et les blessa par chute ou écrasement.

### Irradiation
Il y a plusieurs causes d’irradiation :
- la principale cause a été l'irradiation instantanée au moment de l'explosion (irradiation externe par neutrons et rayons γ émis par les réactions nucléaires dans la bombe)[82]. Elle a représenté une dose létale pour 50 % des personnes exposées à l’extérieur (soit 4 Gy) à un peu plus de 1 km de distance de l’hypocentre. Les bâtiments, en particulier ceux en béton, ont apporté une certaine protection ;
- beaucoup moins importante (car la bombe a explosé loin du sol) est l'irradiation par la radioactivité induite : au moment de l'explosion, le bombardement par les neutrons a rendu les matériaux près de l'hypocentre radioactifs par formation de radionucléides. Cette radioactivité a diminué rapidement et est restée confinée à une zone où le rayonnement thermique avait normalement déjà presque tout tué. On estime qu'elle représentait le premier jour, au maximum, une dose cumulée de 0,6 Gy. Du deuxième au cinquième jour, elle représentait moins de 0,1 Gy. En quelques jours elle est devenue insignifiante[83] ;
- encore moins importante, l'irradiation consécutive aux retombées radioactives : c'est-à-dire irradiation par les radionucléides produits lors de l'explosion et retombant du nuage atomique sous forme de poussières ou de pluie noire. À Hiroshima, l’explosion ayant été aérienne, il y eut assez peu de retombées car le nuage s'éleva rapidement à très haute altitude où les radionucléides se dispersèrent (dose cumulée totale maximum au sol de 0,4 Gy).

Les signes d’irradiation ont été retrouvés chez 30 % des survivants blessés d'Hiroshima et de Nagasaki, responsable peut-être de 5 à 15 % des décès, souvent par syndrome d'irradiation aiguë. Le nombre exact des décès liés au syndrome d'irradiation aiguë est difficile à déterminer car la plupart de ces victimes présentaient également des brûlures thermiques étendues, rapidement fatales avec une symptomatologie générale assez semblable. Aucun effet des radiations n'a été mis en évidence au-delà de 2,4 km de l’hypocentre :
- la principale manifestation a donc été le syndrome d'irradiation aiguë : de quelques jours à quelques semaines après l’attaque, les victimes irradiées ont présenté une phase de prodromes avec asthénie, céphalées, nausées et vomissements. Après une phase de latence de quelques jours à quelques semaines au cours de laquelle l'état de santé des victimes semblait s’améliorer survenait une aggravation avec asthénie, céphalées, nausées, vomissements, diarrhées, immunodépression, perte des cheveux, hémorragies et éventuellement décès. Au bout de 4 mois et en l'absence de décès, l’évolution s'orientait vers la guérison[85] ;
- exposition in utero des fœtus, conséquence de l'irradiation de femmes enceintes. Il a été observé des morts in utero (avortement), des retards de croissance, des retards mentaux ou des malformations (non héréditaires)[86].

### Effets sanitaires à long terme de l’irradiation
- Les leucémies : à partir de 1947, une augmentation de l’incidence des leucémies a été observée parmi les survivants irradiés. Un maximum fut atteint en 1951, ensuite cette incidence a décliné[87] pour disparaître en 1985. Sur 49 204 survivants irradiés suivis de 1950 à 2000, il a été observé 94 cas de leucémies mortelles attribuables aux radiations[88] ;
- les tumeurs cancéreuses : le suivi des survivants irradiés a montré, à partir de la fin des années 1950, une augmentation progressive de l’incidence des cancers, en particulier ceux du poumon, du tube digestif et du sein. Sur 44 635 survivants irradiés suivis de 1958 à 1998, il a été observé 848 cas de cancers mortels attribuables aux radiations[89] ;
- effets médicaux autres que les cancers chez les survivants irradiés : survenue de cataractes, de stérilité (souvent réversible chez l'Homme), d’une augmentation de la fréquence des maladies (non cancéreuses) pulmonaires, cardiaques ou digestives avec une possible diminution de la durée de vie. Le nombre de ces décès semble égal au nombre ou à la moitié du nombre de ceux dus aux cancers et leucémies (soit environ de 0,5 % à 1 %)[90].

Le nombre des morts dues aux effets à long terme des bombardements nucléaires est, d'après ces chiffres, dérisoire par rapport à celui des victimes des premiers mois. En mars 2007 au Japon, près de 252 000 personnes encore vivantes sont considérées « hibakusha » (survivants de la bombe). Mais, de ce nombre, moins de 1 % (2 242 exactement) sont reconnues comme souffrant d'une maladie causée par les radiations.

### Effets sur la descendance de la population irradiée
Les résultats du suivi des descendants des victimes d'Hiroshima et de Nagasaki (30 000 enfants de parents irradiés, ce qui représente une population statistiquement significative) n'a pas permis d'observer une augmentation des malformations ou des troubles génétiques,.

### Retombées radioactives
Quelques heures après l'explosion, le nuage atomique ayant atteint un développement vertical important provoqua des chutes de pluie. Celle-ci contenait des poussières radioactives et des cendres qui lui donnaient une teinte proche du noir, et a été de ce fait désignée par le terme de « black rain » dans la littérature anglophone. Les gouttes de pluie étaient aussi grosses que des billes.
Les retombées de produits de fission entraînés par la pluie ont été relativement limitées, comparées à celles consécutives à une explosion au sol (voir le cas de Castle Bravo). Elles ont porté sur une zone de 30 × 15 km au nord-ouest du point d'explosion ; et on estime qu'elles ont entraîné une exposition externe cumulée de 1,8 à 44 rad, c'est-à-dire de 18 à 440 mGy (au plus de l'ordre de 0,5 Sievert). Ces chiffres correspondent à une exposition cumulée, c'est-à-dire que pour atteindre une telle exposition, il aurait fallu stationner dès l'heure suivant l'explosion et pendant six semaines d'affilée au point le plus radioactif détecté.
Ces niveaux d'exposition sont insuffisants pour entraîner les effets déterministes du syndrome d'irradiation aiguë, mais pour les personnes les plus fortement exposées (plus de 0,1 Sv), ils peuvent conduire à long terme à des effets stochastiques faibles (par exemple 0,5 Sv (maximum) pourrait correspondre en théorie à un risque de survenue de cancer de 2,5 %).
La majorité des victimes par irradiation l'a été par l'exposition directe aux rayonnements au moment de l'explosion (voir ci-après).
Sur les survivants, 171 000 devinrent des sans abris.

### Résistance des constructions

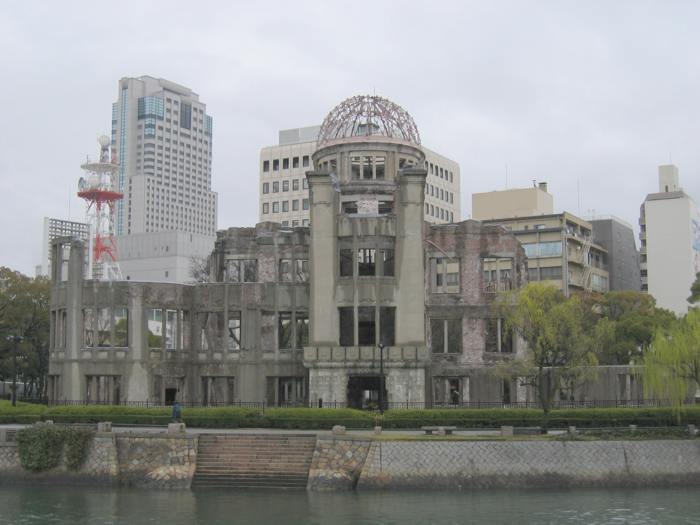
Le « dôme de Genbaku », le bâtiment le plus proche de l'hypocentre ayant résisté à l'explosion. Le dôme était une vitrine pour la promotion de l'industrie dans la préfecture d'Hiroshima.

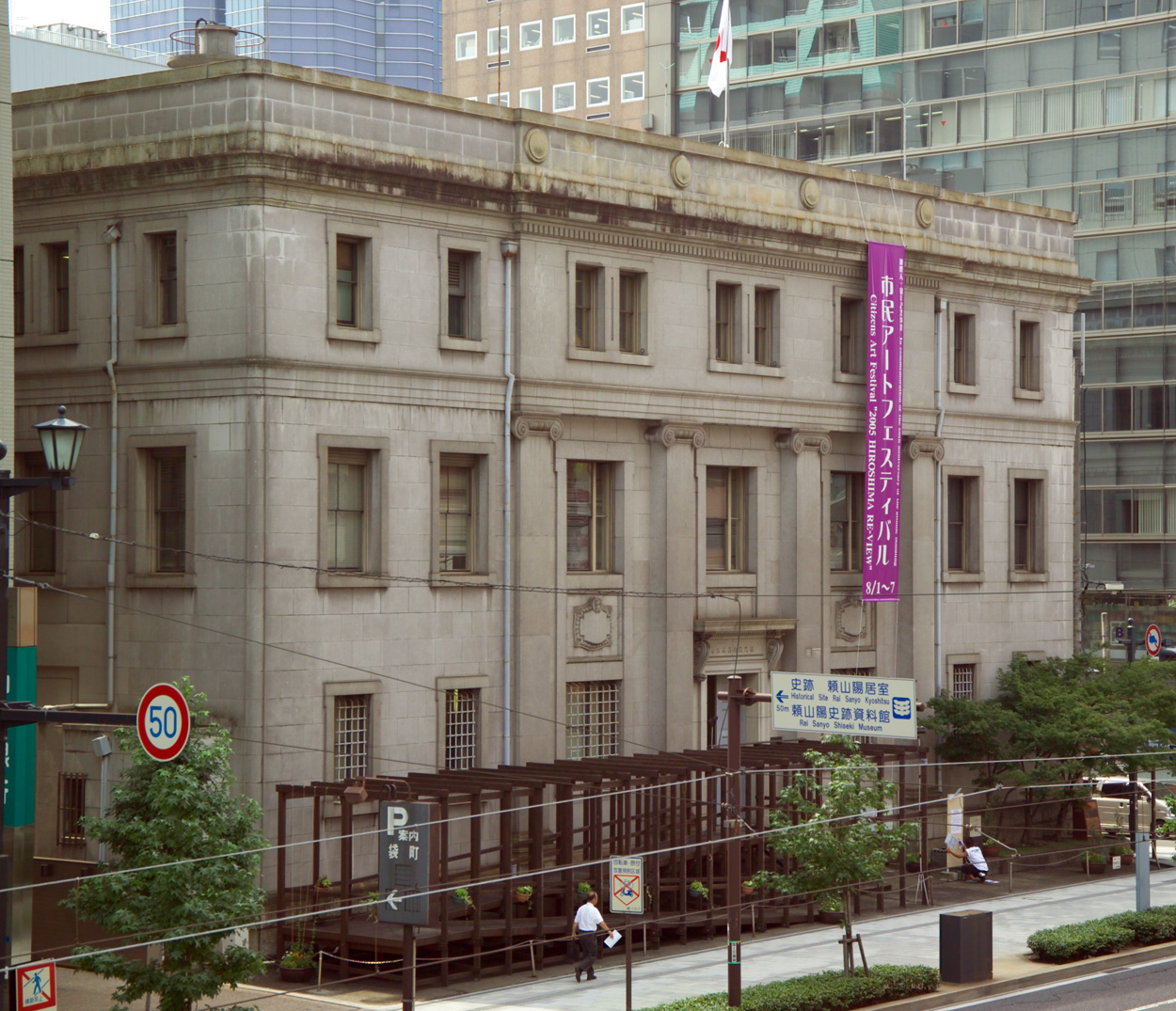
La succursale de la Banque du Japon, à 380 mètres de l'hypocentre, ouvrit à nouveau ses portes deux jours après l'explosion. Le bâtiment a été utilisé comme banque jusqu'en 1992, avant de devenir un centre d'exposition artistique.

Les bâtiments en béton armé au centre d'Hiroshima étaient conçus selon des normes antisismiques. Leur structure résista en général aux contraintes provoquées par l'explosion. La bombe ayant explosé en altitude, certes faible, et non au sol, le souffle avait une direction plus ou moins perpendiculaire par rapport au sol, ce qui limita peut-être les dégâts. La résistance et la protection qu'offrirent ces structures sont mises en évidence par les chiffres suivants : les chances d'être encore en vie vingt jours plus tard étaient de 50 % pour les personnes qui se trouvaient au moment de l'explosion à :
- 200 m de l'hypocentre dans un bâtiment en béton (mais chance de survie finale : 12 %)[98] ;
- 675 m dans un bâtiment (non précisé) ;
- 2 km à l'extérieur d'un bâtiment.

Le « dôme », centre de promotion de l'industrie d'Hiroshima dessiné par l'architecte tchèque Jan Letzel, était très proche de l'hypocentre. Ce bâtiment résista au souffle et fut renommé mémorial de la paix d'Hiroshima. Il fait partie des monuments de l'Unesco depuis 1996 malgré les protestations des États-Unis et de la Chine.
En règle générale, les constructions traditionnelles en bois furent complètement rasées par le souffle jusqu'à une distance de 2 km de l'hypocentre. Au-delà et jusqu'à 3 km les dommages étaient importants mais réparables, à la condition qu'elles aient survécu aux incendies qui suivirent.

### Résistance d'espèces d'arbres et symbole de paix

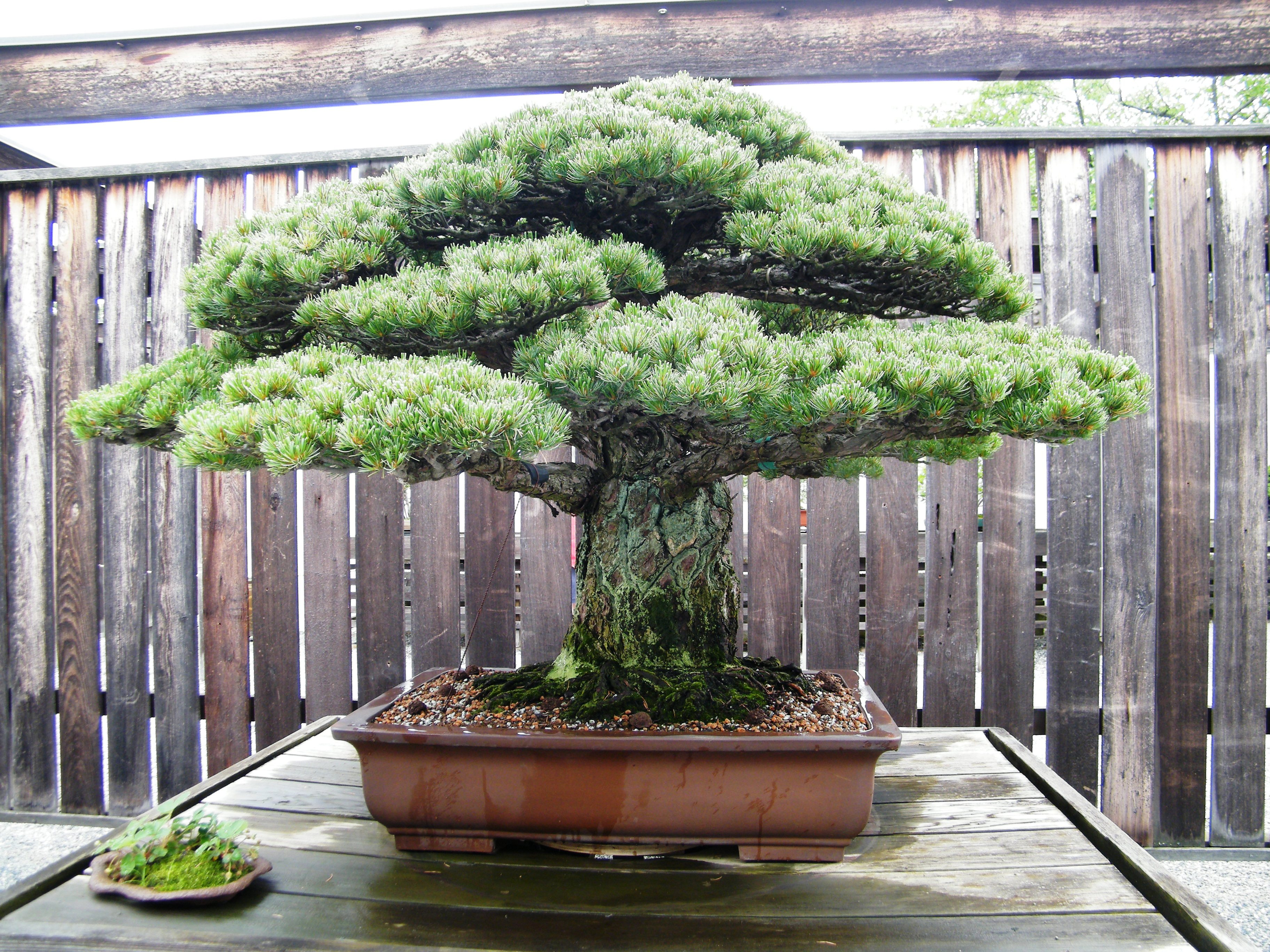
, un bonsaï japonais de pin blanc situé à l'Arboretum national des États-Unis.

Certaines espèces d'arbres, comme le Ginkgo biloba ont résisté aux radiations et sont devenus des symboles de résilience et de paix.
A l'initiative de Mayors for Peace (en), en collaboration avec les villes d'Hiroshima et de Nagasaki, des graines d'arbres survivants sont distribués comme symboles de paix dans 88 villes hors du Japon à partir de huit espèces d'« arbres bombardés » (hibakujumoku (en)) : le ginkgo (Ginkgo biloba), le parasol chinois (Firmiana simplex), le camphrier (Camphora officinarum), le houx de Kurogane (Ilex rotunda (en)), le houx japonais (Celtis jessoensis (en)), l'aphananthe scabre ou arbre muku (Aphananthe aspera (en)), le plaqueminier (Diospyros kaki) et le jujubier (Ziziphus jujuba).

## Après les bombardements

### Couverture médiatique des bombardements

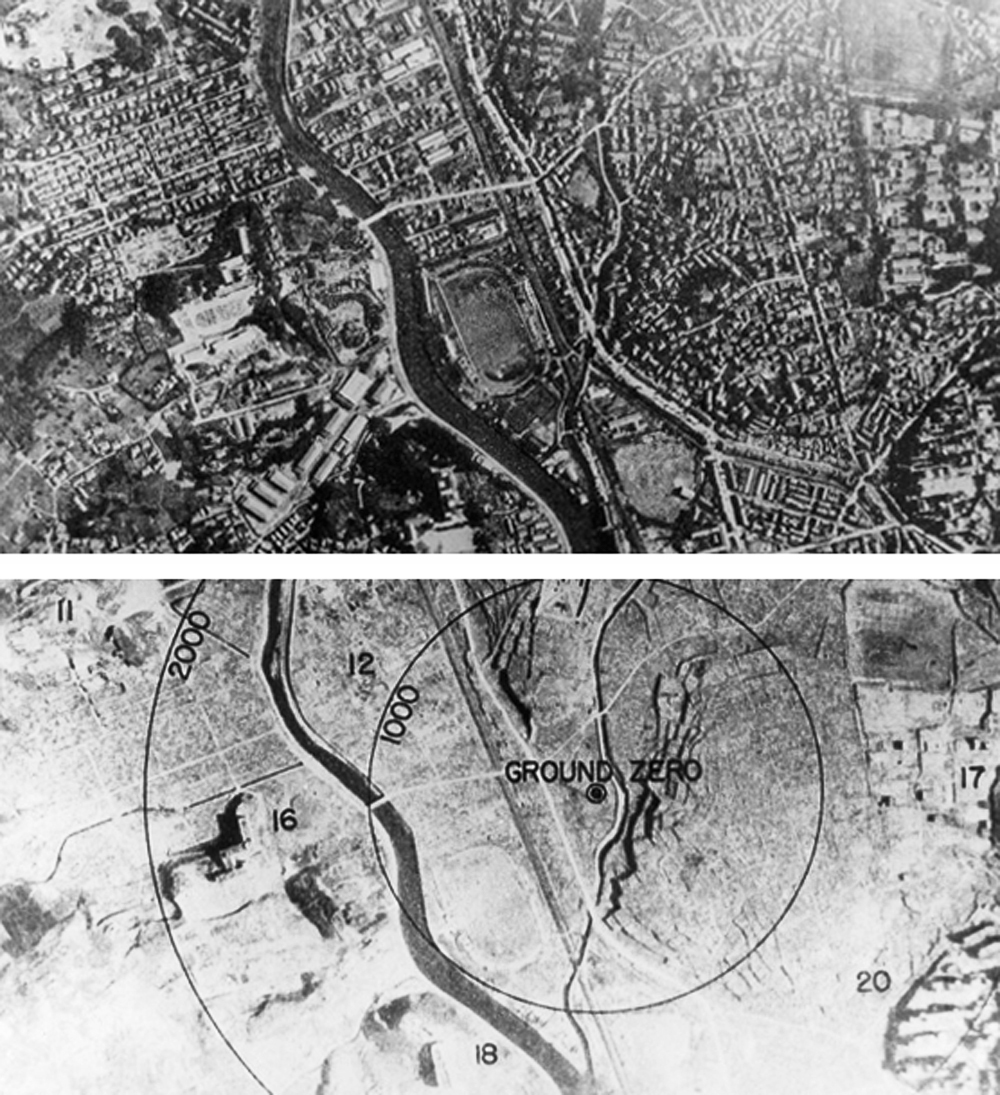
Vue aérienne de Nagasaki, avant et après l'explosion.

Le bombardement nucléaire d'Hiroshima est annoncé par la Maison-Blanche dans la journée du 6 août, seize heures après l'explosion, dans un long communiqué du président Truman. Le communiqué donne peu de détails quant à l'explosion : il évoque la puissance extraordinaire de la nouvelle arme mais se contente d'annoncer que « Hiroshima n'est plus utile à l'ennemi. » Il contient une allusion à la course à la bombe en indiquant que fort heureusement, les Allemands qui avaient mis au point les missiles V1 et V2, ne disposaient pas également de l'arme nucléaire. Mais surtout, le texte insiste sur la collaboration entre Britanniques et Américains, et sur la nécessité à laquelle ils se sont trouvés confrontés de réaliser le programme sur le sol américain, et non au Royaume-Uni, trop exposé. Et enfin, le président cherche à rassurer l'opinion publique : il annonce les bienfaits de l'atome qui viendra constituer une nouvelle source d'énergie aux côtés du charbon, du pétrole et de l'eau, mais le public doit comprendre que le secret — et de nouvelles recherches — soient encore nécessaires ; néanmoins, un contrôle démocratique est annoncé, par le biais d'une commission que le Congrès des États-Unis sera chargé de mettre en place.
La presse américaine fait ses gros titres et ses premiers articles de ces quelques informations.
Le New York Times consacre un long article à l’événement dans son édition du lendemain 7 août, qui fait largement mention du communiqué présidentiel, et de la conférence de presse du Secrétaire d'État à la Guerre qui a suivi, et indique que l'on « ignore encore ce qui s'est produit à Hiroshima. Le département de la Guerre fait savoir qu'on ne dispose pas encore de rapport précis, car la cible est cachée aux avions de reconnaissance par un nuage impénétrable de poussière et de fumée. » Faute d'autres éléments, le journal mentionne les informations données par le département de la Guerre sur l'essai du Nouveau-Mexique : une immense tour métallique a été vaporisée, un nuage s'est formé jusqu'à 40 000 pieds (12 000 mètres), et deux observateurs situés à 10 000 yards (environ 9 km) ont été jetés à terre. Il reprend également les passages du communiqué de Truman sur les conditions d'élaboration de l'arme, et insiste sur le ton de solennité et le sérieux avec lesquels les officiels se sont exprimés.
Le journal rapporte également la réaction de Churchill :

« Par la grâce de Dieu, nous avons battu les nazis dans la course à la Bombe ! »

Il reprend aussi une information donnée par l'agence United Press : selon le ministre britannique chargé de la production d'aéronefs, la bombe pèse 400 livres (moins de 200 kg) et est capable de raser une ville.
Quant à l'utilité de la médiatisation du bombardement, le New York Times résume ainsi les deux positions antagonistes : le révéler, ou le garder secret.

« Il est certain que les autorités au plus haut niveau ont pris l'importante décision de révéler l'existence de l'arme atomique en raison de l'effet psychologique que cela pourrait avoir sur la décision japonaise de se rendre. Cependant, certains officiels s'autorisent à dire en privé qu'il aurait été préférable de garder le secret. Leur opinion peut se résumer à ce commentaire d'un porte-parole : pourquoi se préoccuper de guerre psychologique contre un ennemi déjà battu et qui n'a pas assez de bon sens pour déposer les armes et éviter une destruction totale ? »

Hiroshima fait les gros titres de la presse américaine : le San Francisco Chronicle titre par exemple : Le Japon touché par une bombe atomique, l'arme la plus puissante de l'Histoire ! L'article présente Hiroshima comme une base militaire, que la bombe a entièrement détruite. Le Washington Post écrit :

« Même si nous déplorons cette nécessité (d'attaquer avec la bombe atomique), une lutte jusqu'à la mort oblige tous les combattants à infliger un maximum de dégâts à l'ennemi et ceci dans le plus court laps de temps. (…) Nous exprimons sans réserve notre gratitude à l'égard de la science pour nous avoir donné cette nouvelle arme avant la fin de la guerre. »

La presse internationale reprend pour l'essentiel les informations diffusées par les agences de presse occidentales (Reuters, United).
En France, le journal Le Monde titre dans son édition du 8 août : Une révolution scientifique, les Américains lancent leur première bombe atomique sur le Japon. L'article reprend les principaux éléments du communiqué présidentiel, et de l'intervention publique du Secrétaire d’État à la Guerre, Stimson, que Truman avait annoncée. Le Monde mentionne que Stimson prédit que le Japon sera incapable de riposter à l'arme nucléaire, et que celle-ci sera d'un précieux concours pour écourter la guerre.
Le quotidien argentin Critica du 8 août explique que « toute vie humaine, animale et végétale a disparu à Hiroshima, le gouvernement a ordonné l’évacuation des grandes villes » et reprend une information de l'agence Reuters, selon laquelle il y a eu plus de 100 000 morts, brûlés vifs ou tués par la chaleur et la pression. Le journal cite également une réaction japonaise diffusée sur Radio-Tokyo, captée en Argentine :

« L'usage de la bombe atomique contre Hiroshima est un nouvel exemple de la nature diabolique de l'ennemi, qui n'a aucun scrupule à massacrer des civils. »

Radio-Tokyo est également citée pour évoquer les effets de la bombe :

« […] les morts et blessés sont brûlés au point d'être méconnaissables. Les autorités sont dans l'incapacité à trouver des solutions pour les victimes civiles. »

Le journal reprend aussi une information de l'agence United selon laquelle Tokyo en appelle au droit international, les Japonais estimant que les États-Unis auraient violé l'article 22 de la convention de La Haye. Les Japonais ont diffusé en français une émission vers l'Europe pour expliquer qu'Hiroshima ne pouvait être un objectif militaire, et se servent de l'expression française « ville démilitarisée ». United ne manque pas de relever que le Japon n'a pas ratifié la convention de La Haye, et qu'il ne fait aucune mention des bombardements qu'il a lui-même menés contre Manille et des villes chinoises. United indique enfin que le gouvernement américain a l'intention de procéder à l'invasion de l'archipel japonais, mais que le déroulement de cette opération dépendra de l'effet de la bombe sur la combativité des Japonais.
Le danger des radiations n'est pas évoqué par la presse : le syndrome d’irradiation aiguë était inconnu de la médecine début août 1945 et donc des autorités et des militaires. Ce sont les médecins japonais qui vont le découvrir quelques semaines plus tard.
Dans l'éditorial de Combat du 8 août 1945, Albert Camus présente en ces termes son analyse de la situation :

« […] grâce au formidable concert que la radio, les journaux et les agences d'information viennent de déclencher au sujet de la bombe atomique […] on nous apprend […] au milieu d'une foule de commentaires enthousiastes que n'importe quelle ville d'importance moyenne peut être totalement rasée par une bombe de la grosseur d'un ballon de football. Des journaux américains, anglais et français se répandent en dissertations élégantes sur l'avenir, le passé, les inventeurs, le coût, la vocation pacifique et les effets guerriers, les conséquences politiques et même le caractère indépendant de la bombe atomique. Nous nous résumerons en une phrase : la civilisation mécanique vient de parvenir à son dernier degré de sauvagerie. »

Le 7 août d'après l'USAF et le général Spaatz, les avions de reconnaissance ont pu faire des photographies : 4,1 miles carrés de surface urbaine sont anéantis, 60 % de la ville sont détruits. Le New York Times rappelle que la population avant guerre était de 348 000 habitants et indique que le général Spaatz a expliqué que la zone citée a été entièrement détruite ainsi que cinq grandes installations industrielles, et qu'il y a des dommages au-delà de la zone de destruction totale. Il précise que l'éclair de l'explosion a été aperçu par un autre B29 à 170 miles de la cible.
Les 7 et 8 août 1945, aucun journal ne sera publié à Hiroshima. Trente-cinq ans plus tard, le 6 août 1980, une édition spéciale « Hiroshima Tokuho » (le journal fantôme) relata les faits comme si l'explosion venait de se produire et que ses trois reporters accompagnés d'un cadreur avançaient en direction de l'hypocentre.
Le bombardement de Nagasaki est à son tour annoncé dans la presse internationale, avec un autre événement survenu presque au même moment : la déclaration de guerre des Soviétiques, qui ont aussitôt envahi la Mandchourie.
Le New York Times du 9 août 1945 indique que « la seconde utilisation de cette nouvelle et terrifiante arme secrète qui a effacé plus de 60 % de la ville d'Hiroshima et, selon la radio japonaise, tué pratiquement toute sa population, a eu lieu aujourd'hui vers midi. » Le journal cite en outre une émission de Radio Tokyo, qui proteste vigoureusement contre les bombardements : « Comment les responsables militaires américains vont-ils échapper à leur avilissement, non seulement aux yeux des autres nations, mais aussi à ceux du peuple américain ? Que pense le peuple américain, épris de justice, de ses dirigeants qui commettent un crime contre l'Homme et contre Dieu ? »

### La troisième bombe

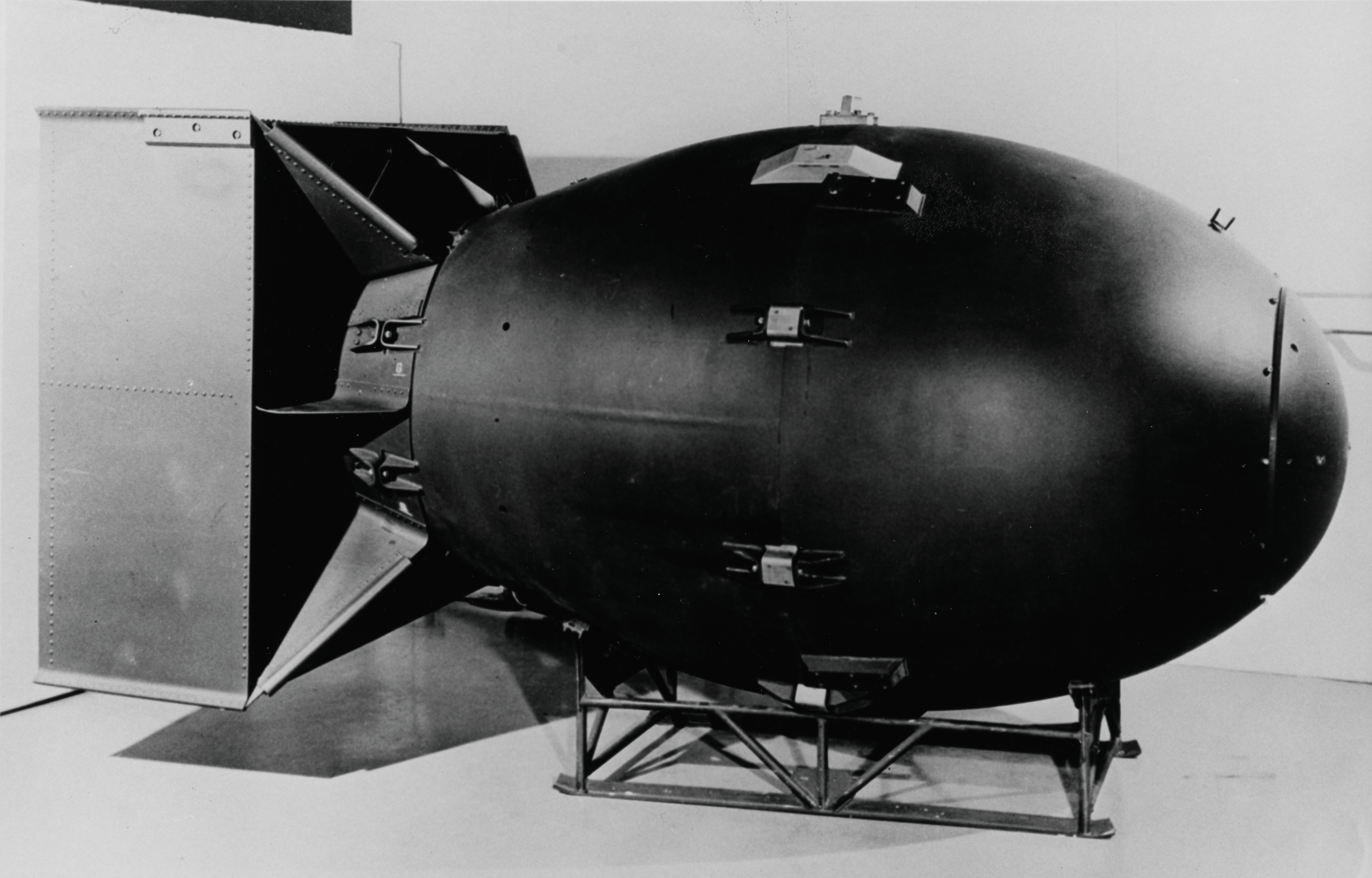
La troisième bombe aurait été du type « Fat Man » au plutonium (modèle Mark MK III).

Schéma de Fat Man.

Après le bombardement de Nagasaki et l'entrée en guerre de l'Union soviétique contre le Japon le 9 août, les négociations s'activèrent. La fin de la guerre semblait proche mais les États-Unis préparaient le lancement d'une troisième bombe au cas où les deux premières missions n'auraient pas été suffisantes. Le capitaine de vaisseau William Parsons ne fut pas autorisé à quitter l'île de Tinian avant la reddition. Il devait en effet assurer l'approvisionnement et l'assemblage des bombes supplémentaires si le Japon persistait dans le conflit. Les militaires américains voulaient faire croire aux Japonais qu'ils disposaient d'un nombre illimité d'armes nucléaires. Les théories sur la troisième bombe sont multiples mais les témoignages se recoupent sur un point : une bombe supplémentaire ne pouvait pas être prête avant quelques semaines.
On pense également que les militaires avaient eu une grande marge de manœuvre de la part de Truman. Stanley Goldberg fait remarquer que c'est probablement le général Groves qui eut le dernier mot pour le bombardement sur Nagasaki. Groves devait démontrer l'importance de cette bombe pour expliquer l'énorme investissement consenti pour le projet Manhattan.
Dans les archives du général Spaatz, il est mentionné que l'USAAF désirait larguer la troisième bombe sur Tokyo si les Japonais ne rendaient pas les armes assez vite. En réponse à cette requête, il était indiqué que la décision avait déjà été prise et que la cible serait Sapporo sur l'île d'Hokkaidō.
Le major Charles Sweeney, pilote de Bockscar, prit part au dernier raid contre le Japon le 14 août 1945. Les B-29 les plus importants (Enola Gay et Bockscar) restèrent à Tinian, de même que The Great Artiste qui contenait tout le matériel nécessaire à l'analyse d'une autre explosion atomique. Deux B-29 s'envolèrent pour les États-Unis afin de charger du matériel et des composants destinés à l'assemblage d'une bombe supplémentaire.
Richard Frank affirme que le général Marshall et le général Groves avaient retardé le transport de la troisième bombe et que celle-ci ne pouvait pas être disponible avant le 21 août 1945. Selon Chuck Hansen, les États-Unis disposaient de deux bombes de type Fat Man à la fin de l'année 1945 mais on ne connaît pas la date exacte de leur assemblage. En tout cas, les sous-traitants avaient reçu pendant l'été 1945 des commandes pour une grande quantité de composants, qui furent annulées après la capitulation japonaise.
Quant aux scientifiques du laboratoire national de Los Alamos, plusieurs témoignages concordent pour dire qu'un cœur de plutonium était en cours de fabrication et de livraison. Oppenheimer ordonna lui-même, sans un ordre explicite de Truman, de ne pas charger la matière radioactive qui devait prendre la route de San Francisco. Ce morceau de plutonium devait vraisemblablement arriver à Tinian aux alentours du 20 août.

### La reddition du Japon

GI's basés à Paris apprenant la reddition du Japon (août 1945).

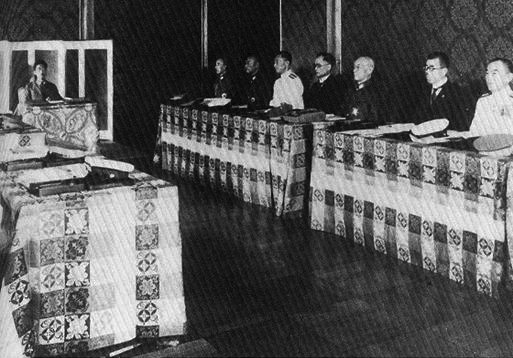
Conférence impériale du 14 août au cours de laquelle l'empereur Shōwa (à gauche) informa les membres du Conseil suprême de son intention d'annoncer la reddition de l'empire du Japon pour le motif que l'ultimatum de Potsdam et la réponse du secrétaire d'État américain offraient des garanties suffisantes à la préservation du Trône et du régime impérial.

L'invasion soviétique au Mandchoukouo ainsi que les bombardements atomiques précipitent la décision de Hirohito. Le 9 août, il demanda à son garde des Sceaux Kōichi Kido d'organiser une conférence impériale pour « contrôler la situation » car « l'Union soviétique a déclaré la guerre et lancé les hostilités contre nous ». Au cours de cette conférence tenue dans la nuit du 9 au 10, l'empereur annonça sa décision de se rendre à l'ultimatum des Alliés et demanda la préparation d'une déclaration impériale à la condition que cette déclaration « ne porte pas préjudice aux prérogatives de Sa Majesté à titre de Souverain ».
Le 12, Hirohito informa officiellement la famille impériale de sa décision. Le prince Yasuhiko Asaka, l'un des oncles de l'empereur, lui demanda alors : « La guerre continuera-t-elle si l'institution impériale et la politique nationale (kokutai) ne peuvent être préservées ? » Ce à quoi Hirohito répondit laconiquement : « Bien sûr. »
Le 14, pendant qu'une tentative de mutinerie d'un petit groupe de militaires opposés à la reddition était matée, Hirohito approuva la déclaration impériale et, le lendemain, son allocution au peuple japonais, gravée sur disque, fut diffusée à la radio. La bombe atomique y est clairement mentionnée : « l'ennemi a mis en œuvre une bombe nouvelle d'une extrême cruauté, dont la capacité de destruction est incalculable et décime bien des vies innocentes. Si Nous continuions à combattre, cela entraînerait non seulement l'effondrement et l'anéantissement de la nation japonaise, mais encore l'extinction complète de la civilisation humaine. » L'entrée en guerre de l'Union soviétique n'y est en revanche pas évoquée.
Le 17, il émit un « édit aux soldats et aux marins » leur ordonnant de déposer les armes et liant sa décision de procéder à la reddition à l'invasion soviétique du Manchukuo, passant sous silence les bombardements atomiques.

### Arrivée des Américains
Le 28 août 1945, les Américains débarquent sur l'archipel sous les ordres du général George Marshall. Des groupes d'experts sont envoyés à Hiroshima et Nagasaki. Ils doivent faire un compte rendu de la situation tant au niveau humain que militaire avec la destruction des bâtiments. Les Japonais sont surpris[réf. nécessaire] par l'élégance de ces officiers qui se mettent à interviewer des centaines de personnes. Ces témoignages permettront de mieux estimer les effets des bombes sur la population.
Les envoyés spéciaux sont tous abasourdis par l'étendue des dégâts. Le 5 septembre, le journaliste Wilfred Burchett publie un compte-rendu dans le Daily Express :

« À Hiroshima, trente jours après la première bombe atomique qui détruisit la ville et fit trembler le monde, des gens qui n'avaient pas été atteints pendant le cataclysme, sont encore aujourd'hui en train de mourir mystérieusement, horriblement, d'un mal inconnu pour lequel je n'ai pas d'autre nom que celui de peste atomique,. »

Le docteur Katsube, qu'il interroge, lui décrit les formes cutanée et hématopoïétique du syndrome d'irradiation aiguë, dont il a découvert et observé les premières manifestations connues :

« Ils perdirent l'appétit, leurs cheveux tombèrent, des taches bleuâtres apparurent sur leurs corps, et ils se mirent à saigner, du nez, de la bouche et des yeux. Les symptômes étaient ceux d'une faiblesse généralisée et d'une avitaminose sévère. Nous leur avons fait des injections de vitamine, mais la chair se nécrosait autour du trou fait par l'aiguille de la seringue. Et dans tous les cas, le patient meurt. Nous savons que quelque chose a détruit leurs globules blancs, et il n'y a rien que l'on puisse faire,. »

Dès sa capitulation, le Japon est sous tutelle américaine. Le pays connaîtra un sort similaire à l'Allemagne avec l'arrestation des principaux dignitaires. À l'instar du tribunal de Nuremberg, le tribunal de Tokyo condamne les accusés pour leurs crimes de guerre, dont Hideki Tōjō qui sera pendu le 22 décembre 1948. L'empereur Hirohito ne sera pas menacé et restera sur le trône jusqu'à sa mort en 1989.
Le Détachement de Censure Civile (CCD) mis en place au Japon par les forces d'occupation américaines compte environ 6 000 employés en 1946[réf. nécessaire]. Ceux-ci sont chargés d'écouter les communications et de limiter le pouvoir de la presse. Les journalistes ne sont pas autorisés à enquêter sur les bombes atomiques et les effets constatés dans les deux villes détruites.
Le 3 novembre 1946, la nouvelle constitution, modelée selon les désirs des forces alliées, est adoptée puis définitivement validée le 7 mai 1947. Les États-Unis occupent le Japon jusqu'en avril 1952. Certaines îles ne seront restituées au Japon que dans les années 1970.

### Analyse comparative des bombardements américains
Des groupes d'experts de l'armée américaine, envoyés au Japon immédiatement après l'explosion atomique pour analyser les dégâts, ont estimé que la bombe sur Hiroshima était équivalente à un raid aérien de 220 B-29 transportant 1 200 tonnes de bombes incendiaires, 400 tonnes de bombes de forte puissance et 500 tonnes de bombes à fragmentation.
À titre de comparaison, le bombardement de Dresde, l'un des plus gros bombardements de la Seconde Guerre mondiale qui dura 3 jours, nécessita 580 bombardiers (B-17 et Avro Lancaster). Au total, 1 554 tonnes de bombes conventionnelles et 164 tonnes de bombes incendiaires anéantirent la ville. Le nombre de morts varie selon les sources, se situant dans une fourchette comprise entre 25 000  et   135 000 morts.
Hambourg subira un sort similaire lors de l'opération Gomorrhe, mais sur une durée d'environ 10 jours avec 2 714 avions et 8 650 tonnes de bombes conventionnelles qui firent 40 000 morts. Les historiens estiment que le nombre total d'Allemands tués dans des bombardements pendant la Seconde Guerre mondiale se situe dans un intervalle compris entre 305 000 (rapport de l'US Strategic Bombing en 1945) et 600 000.

### La censure puis la publication des images
En septembre 1945, la société Nippon Eigasha envoie des équipes de cadreurs filmer à Nagasaki et à Hiroshima. Mais le 24 octobre 1945, un policier militaire américain interdit à un cadreur japonais de continuer à filmer à Nagasaki. Les films de Nippon Eigasha sont alors confisqués par les Américains et classés secret défense. Par ailleurs des rushes constituant un total de 27 km de pellicule sont filmés à cette époque par les équipes du lieutenant Daniel A. McGovern pour l'U.S. Strategic Bombing Survey, un organisme militaire américain chargé de l'évaluation des bombardements stratégiques. Progressivement réclamés par le gouvernement japonais, rendus publics et sauvés de l'oubli, les premiers films d'archive en noir et blanc ne sont montrés au public tant japonais qu'américain qu'à partir de la fin des années 1960 ou au début des années 1970. Il faudra attendre les années 1980 pour les premiers films en couleur. Le documentaire Original Child Bomb (en)  de Carey Schonegevel paru en 2004 révélait encore des images inédites. Par ailleurs d’après Jean-Marie Bouissou, directeur du programme Asie à Sciences Po Paris, des photos des victimes des deux bombardements pourraient être encore classées secrètes par les gouvernements japonais et américain.

## Débat sur la décision de procéder aux bombardements

### Polémiques sur les buts de ces bombardements
La décision de lancer les bombes sur le Japon a été prise par le président Truman pour plusieurs raisons que les historiens se sont efforcés d'analyser, pondérer ou écarter :
- satisfaire l'opinion publique en vengeant les soldats tués sur le front du Pacifique ;
- réduire la durée de la guerre et éviter un débarquement sur l'archipel, dont les stratèges américains estimaient qu'il aurait un coût humain extrêmement élevé ;
- faire une démonstration de force à l'égard du reste du monde et en particulier, de l'Union soviétique ;
- contribuer à contrer stratégiquement l'Union soviétique en prenant position sur l'ensemble des îles japonaises, afin d'éviter une partition comme en Allemagne, et de créer grâce au Japon occupé une tête de pont américaine sur la côte ouest du Pacifique, pour limiter les ambitions soviétiques ;
- tester en vraie grandeur une force de frappe dissuasive ;
- justifier un programme dont le coût avait été exorbitant[131].

Que les bombardements atomiques aient été ou non nécessaires est encore de nos jours un sujet de controverse. En effet, selon les termes de l'article 6b des statuts du Tribunal militaire international, adoptés par les Alliés eux-mêmes lors des accords de Londres du 8 août 1945, le surlendemain de l'explosion d'Hiroshima et la veille de celle de Nagasaki, ces bombardements constituent des crimes de guerre des alliés, comme l'ont souligné entre autres la philosophe Hannah Arendt et le procureur lors des procès de Nuremberg, Telford Taylor.

### Les arguments en faveur des bombardements
Malgré une voie diplomatique discrète qui s'engagea avec les autorités civiles nippones dès janvier 1945 (après l'invasion de Luçon aux Philippines), les partisans des bombardements mirent en avant l'intransigeance des militaires japonais qui refusaient toute négociation. Si certains membres du gouvernement civil firent des efforts en direction de la paix, ils n'avaient pas le pouvoir pour obtenir un cessez-le-feu et encore moins une reddition. En tant que monarchie, le « pays du Soleil-Levant » ne pouvait entamer le chemin de la paix qu'avec l'appui du cabinet japonais. Mais celui-ci était dominé par des membres de l'armée impériale et de la marine, qui ne voulaient céder sous aucun prétexte. Une scission apparut alors entre l'armée et le pouvoir civil.

#### La volonté de résistance des Japonais

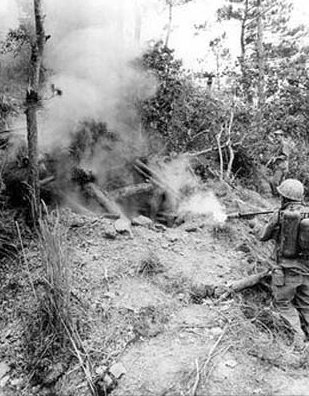
Bataille d'Okinawa : « nettoyage » au lance-flamme d'un abri japonais par un soldat américain.

L'historien Victor Davis Hanson met en évidence la résistance croissante des Japonais, détermination qui apparaît futile après coup puisque le conflit était voué à une issue inéluctable selon lui. La bataille d'Okinawa montra la capacité des Japonais à se battre à n'importe quel prix, les soldats nippons allant même jusqu'à se suicider plutôt que de se rendre, appliquant ainsi les codes traditionnels de « la voie du guerrier » (Bushido). Bruno Birolli souligne lui aussi qu'au début du mois d'août 1945, la résistance japonaise reste acharnée : l'armée américaine, malgré une armada supérieure à celle mise en œuvre lors du débarquement en Normandie, a peiné à prendre l'île d'Okinawa. Il était inenvisageable pour le pouvoir que des étrangers foulent le sol sacré du Japon.
Plus de 110 000 Japonais et 12 520 Américains furent tués lors de l'affrontement le plus sanglant de la guerre du Pacifique. Les « Marines » recoururent aux lance-flammes et aux grenades pour éliminer les dernières poches de résistance. Les dernières forces des Japonais, les kamikazes, déferlèrent sur les navires américains et alliés en causant des pertes importantes. Cette bataille (d'avril à fin juin 1945) se termina seulement deux mois avant la capitulation du Japon.
Le major général Masakazu Amanu, chef de la section des opérations au quartier général de l'armée, était confiant en ses structures défensives qu'il avait minutieusement préparées dès le début de 1944. Selon lui, les Alliés ne pouvaient pas envahir les îles de l'archipel. Avec la détermination de son armée, le Japon était convaincu de l'emporter.
Les Japonais ne craignaient pas davantage les Soviétiques ; lorsque ceux-ci déclarèrent la guerre au Japon le 8 août 1945 et lancèrent l'opération Tempête d'août, envahissant le Nord de la Chine et de la Corée, l'armée impériale ordonna à ses dernières forces en Mandchourie de tenir et de se battre jusqu'à la mort.
Après la destruction d'Hiroshima, le pouvoir civil essaya de convaincre les militaires que la capitulation selon les conditions posées à la conférence de Potsdam était la seule solution. Après l'anéantissement de Nagasaki, l'empereur Hirohito dut intervenir lui-même pour débloquer la situation politique dans le pays. Les deux villes devenaient un argument de choc contre la poursuite du conflit. Kōichi Kido, un des proches conseillers de l'empereur, déclara « Nous, les partisans de la paix, fûmes aidés par la bombe atomique dans notre quête pour l'arrêt de la guerre »[réf. nécessaire]. Hisatsune Sakomizu, le secrétaire en chef du cabinet en 1945, décrivit les bombardements comme « une occasion en or venue du ciel qui permet au Japon de cesser la guerre ».
Plusieurs historiens[Qui ?] s'accordent à dire que l'opposition civile avança des arguments qui furent suffisants pour convaincre les militaires de l'inutilité de la poursuite de la guerre : ni le courage sans limite des soldats, ni la détermination lors des combats ne pouvaient aider le Japon contre la destruction totale par les armes atomiques.

#### Le coût humain d'une prolongation des hostilités

Le 15 août 1945, le Japon capitule. Le 2 septembre à bord du Missouri dans la baie de Tokyo, le général Yoshijiro Umezu signe la capitulation face au général Douglas MacArthur.

Les partisans du bombardement nucléaire affirmèrent qu'attendre la capitulation du Japon n'était pas une option sans conséquence.
Le juge philippin Delfin Jaranilla (en), membre du tribunal de Tokyo, chargé de juger certains criminels de guerre du régime shōwa, écrivit en obiter dictum dans son jugement :

« Si un moyen se justifie par une fin, l'emploi de la bombe atomique était justifié car il mit le Japon à genoux et entraîna la fin de cette horrible guerre. Si la guerre avait duré plus longtemps, sans l'usage de la bombe atomique, combien de milliers et de milliers d'hommes, de femmes et d'enfants sans défense auraient souffert et trouvé la mort… ? »

#### La poursuite du bombardement des villes japonaises
Plusieurs fois par semaine des vagues de B-29 chargés d'engins incendiaires attaquaient les agglomérations grandes ou moyennes de l'archipel. L'ampleur des dommages était largement comparable en ordre de grandeur aux attaques nucléaires. Si ces raids étaient sur le coup moins meurtriers, leurs effets à long terme étaient aussi terribles, privant des centaines de milliers de personnes d'abris, de vêtements et de ressources, ce qui en ces temps de disette pouvait être synonyme de mort.
| 1-7 juin | 8-14 juin | 15-21 juin | 22-30 juin | 1-7 juillet | 8-14 juillet | 15-21 juillet | 22-31 juillet | 1-7 août | 8-14 août |
| -------- | --------- | ---------- | ---------- | ----------- | ------------ | ------------- | ------------- | -------- | --------- |
| 25,2     | 0         | 37,2       | 10,2       | 31,3        | 20,93        | 18,4          | 20,5          | 27,45    | 5,1       |

L'attaque d'Hiroshima détruisit 12 km2, alors que celle de Nagasaki détruisit 6 km2.

#### Le blocus du Japon
À l'été 1945, le blocus du Japon était presque complet. Les sous-marins et l'aviation américaine avaient le contrôle des eaux côtières. Complété par le minage à grande échelle (opération Famine), les importations et le transport de marchandises entre les différentes îles de l'archipel s'interrompit presque complètement. La désorganisation de l'économie du pays devait devenir complète avec l'attaque par l'aviation des voies de communications intérieures (voies ferrées…), finissant par isoler les villes entre elles. Si cette opération permettait de réduire à néant la production industrielle nipponne, ses conséquences humaines n’étaient pas nulles. Le Japon étant importateur sur le plan alimentaire, la ration moyenne par tête était tombée de 2 000 calories avant guerre de 1900 à 1944, avant de chuter à 1 650 à l'été 1945. Cette situation de malnutrition se serait sans doute aggravée avec le prolongement des hostilités. La famine et les maladies auraient alors été responsables d'un bilan encore plus lourd que celui des bombes atomiques.

#### L'invasion du Japon
Les Américains prévoyaient à partir de la fin 1945 une invasion terrestre du Japon, l'opération Downfall,. Sa durée et son coût humain dépendaient fortement de la résistance de l'armée impériale et de la population japonaise face à l'envahisseur. Elle devait s'articuler en deux parties :
- l'opération Olympic : l'invasion de Kyūshū en novembre 1945 par 767 000 soldats alliés soit cinq fois plus que pour le débarquement en Normandie, mené par 156 000 hommes[142]
- si l'opération Olympic avait été insuffisante pour obtenir la reddition, il aurait fallu lancer l'opération Coronet (en) sur Honshū et Tokyo en mars 1946 avec deux fois plus d'hommes qu'Olympic, impliquant un redéploiement massif des troupes combattantes américaines depuis l'Europe.

#### Pertes américaines
Le 18 juin 1945, lors d'une réunion avec le président Truman, le général Marshall estima que les pertes (tués, blessés, disparus) des 30 premiers jours de l'invasion de Kyūshū pourraient s'élever à 31 000. Mais l'amiral Leahy fit remarquer qu’elles pourraient aussi être proportionnelles à celles de la bataille d'Okinawa, rendant le bilan bien plus coûteux. En effet, à Okinawa, 180 000 Américains affrontèrent pendant trois mois 120 000 Japonais : les pertes américaines s'élevèrent à 48 000 (presque le tiers de l'effectif engagé). Avec l'opération Olympic, 767 000 soldats américains auraient dû affronter peut-être 600 000 soldats japonais. Et l'opération Coronet aurait été encore plus meurtrière : 1,4 million d'Américains auraient affronté de 2 à 3 millions de Japonais jusqu'à peut-être la fin 1946. Après la guerre, le président Truman parla de projection de pertes pour l'armée américaine de 0,5 à 1 million. Si l'origine de ces chiffres est inconnue, l'ordre de grandeur ne paraît pas invraisemblable comparé au bilan d'Okinawa.

#### Pertes japonaises
Dans une autre perspective, il ne faut pas perdre de vue le coût humain d'une telle opération terrestre pour les Japonais. À Okinawa, les soldats de l'armée impériale s'étaient fait tuer presque jusqu'au dernier, et de nombreux civils étaient amenés à se suicider, généralement sous pression de l'armée qui organisait elle-même ces suicides collectifs. Et à cela se serait ajouté le bilan d'une ou de deux années supplémentaires de famine et de privation pour les populations.

#### Les prisonniers de guerre
Outre les arguments invoqués précédemment, les Américains pensaient que la bombe atomique serait une solution pour forcer le Japon à libérer les centaines de milliers de prisonniers de guerre et civils enfermés dans les camps de concentration japonais disséminés un peu partout en Asie,.

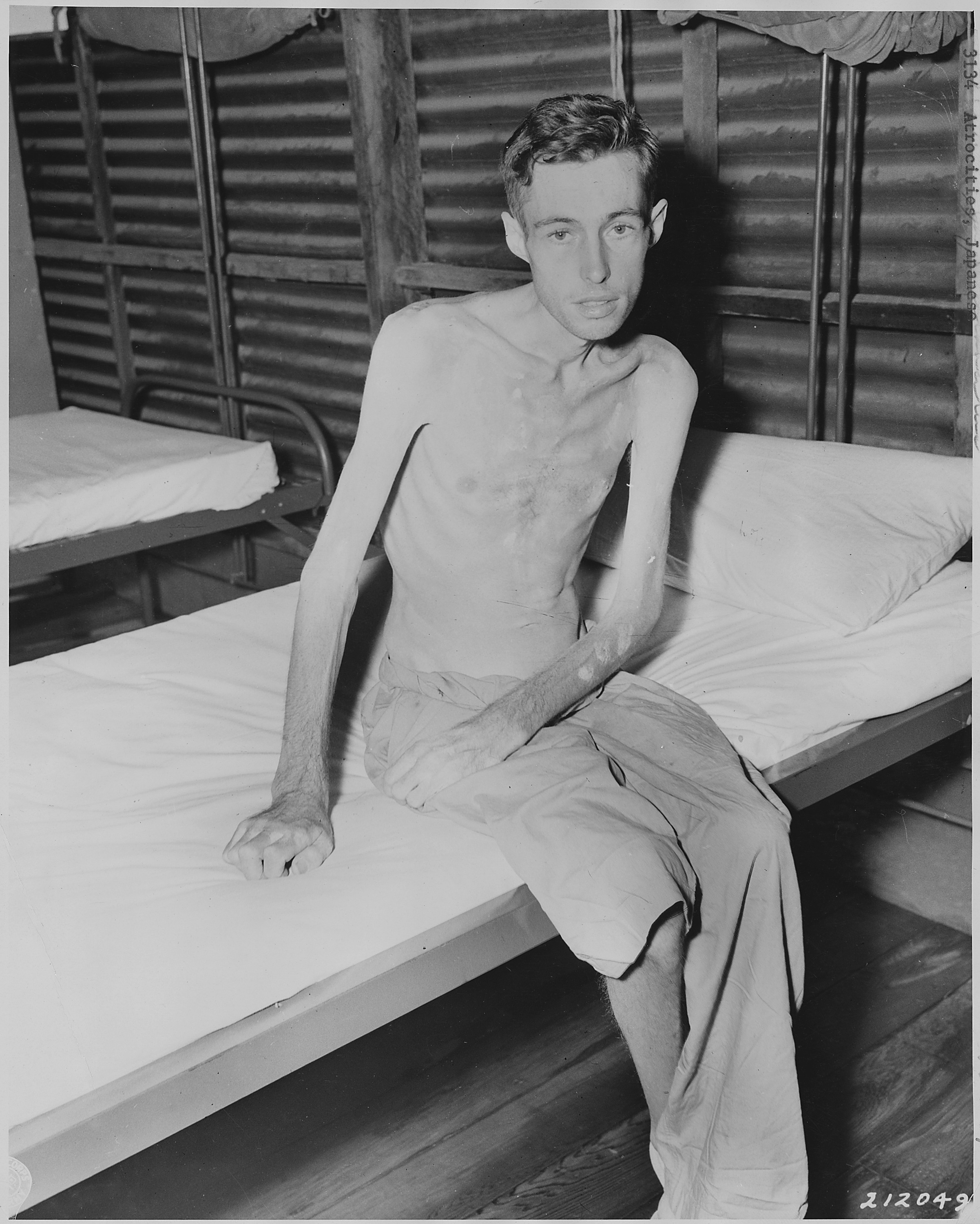
Le caporal Noel Havenborg, prisonnier de guerre américain à Luzon aux Philippines.

La bombe serait également à même d'arrêter les atrocités japonaises en Chine et dans l'ensemble de la sphère de coprospérité de la grande Asie orientale, ainsi que le travail forcé pour les ressortissants de divers pays asiatiques. Le sort des prisonniers de guerre devint particulièrement préoccupant lorsque le ministre de la guerre ordonna le 1er août 1944 d'exécuter les prisonniers alliés si le Japon venait à être envahi. Il est également probable que le Japon eût mené de telles actions punitives en cas de famine prolongée.
En réponse à l'argument des pertes civiles et des crimes de guerre provoqués par l'utilisation de l'arme atomique, les partisans des bombardements mirent en avant le non-respect total du protocole de Genève par le Japon, que ce soit sur le plan militaire ou civil :
- travail forcé des civils (y compris les femmes et les enfants), dont dix millions de civils chinois enrôlés dans le seul Mandchoukouo[148] ;
- utilisation d'armes biologiques et d'armes chimiques contre la Chine, fabriquées par les unités de recherche de Shiro Ishii (dont notamment la peste à Changde, de l'aveu même d'accusés nippons au procès de Khabarovsk[149]) ;
- expérimentation des armes bactériologiques et chimiques par ces mêmes unités sur des milliers de cobayes humains[150] ;
- crimes contre les prisonniers de guerre et les populations civiles.

L'attaque surprise contre Pearl Harbor restait profondément gravée dans les esprits et le Japon était considéré comme un ennemi fourbe qu'il ne fallait plus ménager. Le père John A. Siemes, professeur de philosophie à l'université catholique de Tokyo et témoin de l'explosion à Hiroshima, écrivit :

« Nous avons discuté tous ensemble au sujet de l'éthique derrière l'utilisation de la bombe. Certains la classaient comme les gaz toxiques et étaient contre son utilisation sur des populations civiles. D'autres pensaient que dans la guerre totale menée par le Japon, il n'y avait pas de différence entre les soldats et les civils. La bombe en elle-même était une force efficace pour arrêter l'effusion de sang, obliger le Japon à capituler et ainsi éviter la destruction totale. Il me semble logique que celui qui promeut la guerre totale ne peut pas, par principe, critiquer la guerre contre les populations civiles. »

Sur les treize prisonniers de guerre américains présents à Hiroshima le jour de l'explosion, seuls deux survécurent. Le gouvernement américain pouvait se permettre ces quelques pertes collatérales. Elles auraient été probablement supérieures si la menace d'une attaque atomique avait été proférée à l'encontre du Japon avant de procéder au bombardement.

#### La thèse de la posture stratégique face à l'URSS
Les scientifiques qui travaillèrent sur le projet témoigneront plus tard des pressions exercées à un haut niveau pour terminer la bombe selon un calendrier bien précis. Ce dernier était étroitement lié aux agissements des Soviétiques et leur entrée en guerre prévue pour le 8 août. Certains historiens avancent ainsi la thèse de l'URSS qui prenait trop d'importance et qu'il fallait tenir à l'écart des territoires japonais.
Pour eux, c'est l'imminence de la déclaration de guerre de l'URSS au Japon prévue lors des accords de Yalta trois mois après la capitulation de l'Allemagne (donc le 9 août 1945), qui est le facteur déterminant. En effet, si à Yalta en février 1945, les États-Unis avaient demandé l'aide de l'URSS pour les aider à finir une guerre coûteuse en vies humaines avec le Japon, six mois plus tard, avec leur nouvelle puissance nucléaire ils n'avaient plus besoin de composer avec cet allié encombrant pour terminer le conflit et en partager les profits (zones d'influence, bases militaires, etc.). Les États-Unis voulaient ainsi prouver à Staline qu'ils étaient présents aussi bien à Berlin qu'en Asie, et qu'ils s'opposaient au développement du communisme, du moins au Japon. C'est la thèse défendue par Frédéric F. Clairmont dans Les véritables raisons de la destruction d'Hiroshima.
On peut ainsi considérer que ces bombardements atomiques étaient en quelque sorte le signe annonciateur de la guerre froide et une démonstration de force de la part des États-Unis à l'encontre de Staline. L'URSS s'impliquera par la suite dans divers conflits en Asie, en particulier la guerre d'Indochine, la guerre de Corée et la guerre du Viêt Nam. Le Japon évitera les effets de l'expansion de la domination soviétique dans la région grâce à cette tutelle américaine.

#### L'opinion publique
Truman n'a pas été élu à la présidence, il en a hérité en tant que vice-président à la mort de son prédécesseur Franklin Delano Roosevelt, en avril 1945. Truman n'avait pas le bilan ou la popularité de Roosevelt, et dans cette situation, il pouvait être tenté de prendre une décision qui renforcerait rapidement sa réputation, surtout face à l'entourage de l'ancien président qui ne le tenait pas en haute estime.
D'autres facteurs tenant à l'opinion publique ont pu jouer : d'une part, il fallait laver l'affront de Pearl Harbor et justifier les deux milliards de dollars investis dans le projet Manhattan, d'autre part tous les moyens devaient être utilisés pour abréger le conflit et limiter le nombre de soldats tués. Chaque décès pouvant être considéré comme la perte d'un membre d'une famille d'électeurs du point de vue de Truman. Pour l'historien spécialiste des États-Unis André Kaspi :

« Chacun jugera en son âme et conscience, si Truman a eu raison ou tort, s'il a fait tout ce qu'il fallait faire pour éviter le dernier massacre de la guerre. À condition de ne pas oublier que les Allemands et les Japonais eux-mêmes avaient déclenché le conflit, que des soldats alliés mouraient encore au début de l'été 1945 dans les îles du Pacifique et en Chine, que la découverte des charniers, des camps de concentration et des geôles japonaises de la jungle n'incitait pas à la pitié envers les vaincus. »

### Les arguments contre ces bombardements
En 1965, l’historien Gar Alperovitz (en) affirme que les dirigeants japonais étaient prêts à se rendre avant les bombardements d'Hiroshima et de Nagasaki, à condition que la vie et la fonction de l'empereur japonais soient préservées.
Pour Jacques Pauwels, la clause de la destitution de l’empereur n'aurait été introduite que pour rendre l'ultimatum de Potsdam inacceptable alors que le Japon exsangue et dont la population civile avait été martyrisée par les bombes incendiaires (notamment celles lâchées sur Tokyo en mars 1945) était prêt à se rendre. Le but réel était de permettre aux Américains d'utiliser l'arme atomique afin de montrer leur puissance face aux Soviétiques.
De nombreuses voix[Lesquelles ?] se sont élevées contre l'utilisation militaire des bombes atomiques et se sont interrogées sur la nécessité des attaques sur Hiroshima et Nagasaki. Cette décision reste encore fortement critiquée que ce soit au Japon, aux États-Unis ou dans le reste du monde. Pour le philosophe Gunther Anders, l'humanité, devenue capable de se détruire elle-même, l'arme atomique a toujours fait peur et dès la fin de la guerre, plusieurs thèses tendent à faire penser que ces bombes n'étaient pas nécessaires pour mettre fin au conflit.[pas clair]

### La bombe atomique: un crime de guerre, voire un crime contre l'humanité?

#### Aspects moraux

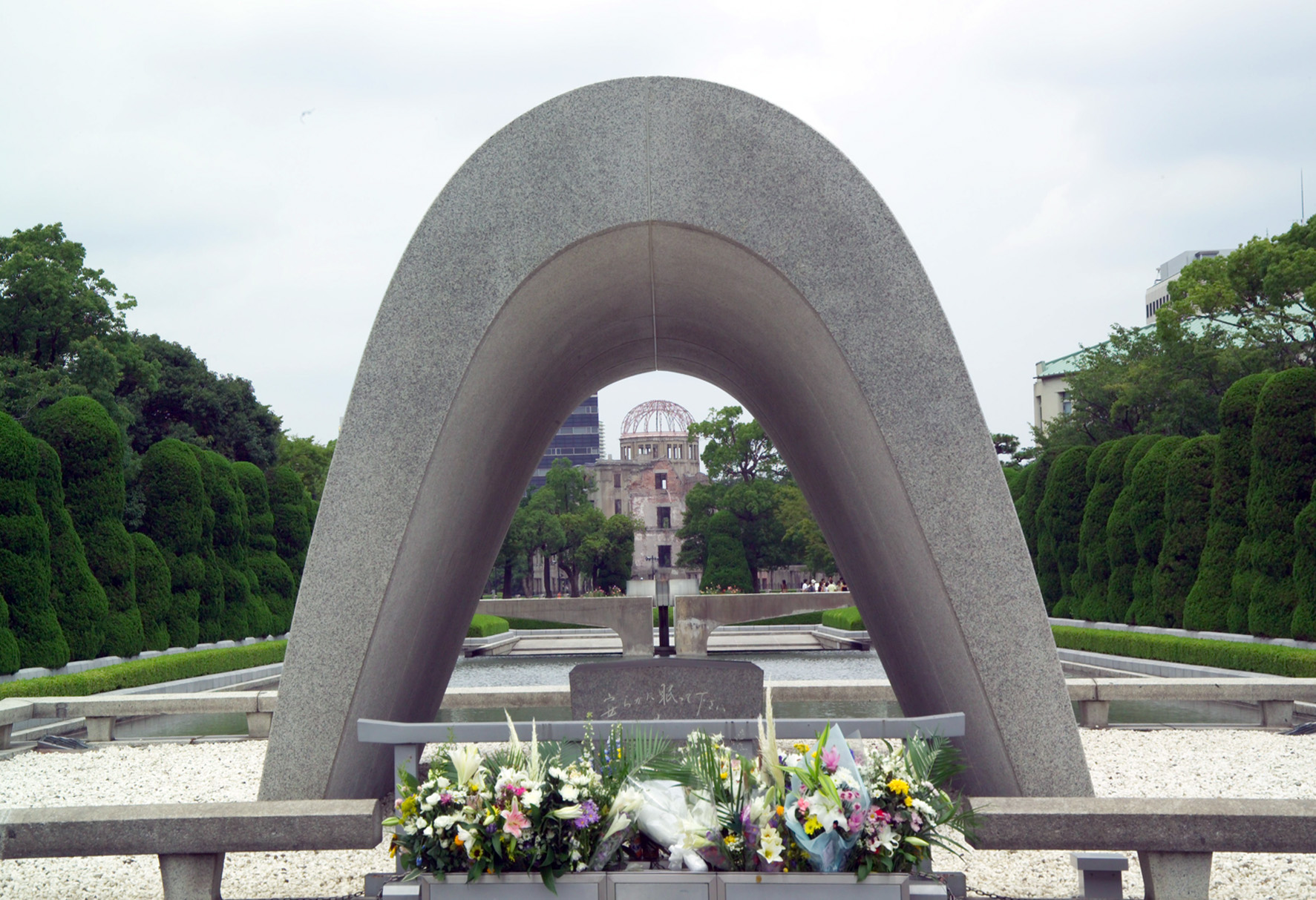
Un cénotaphe dans le parc de la paix d'Hiroshima. Une inscription sans sujet dit : « Reste en paix, pour… ne répète pas à nouveau l'erreur ». Cette construction qui est naturelle dans la langue japonaise était destinée à rendre un hommage aux victimes sans politiser et entrer dans la controverse.

Le projet Manhattan était à l'origine destiné à contrecarrer le programme nucléaire de l'Allemagne nazie. À la suite de la défaite du IIIe Reich, plusieurs scientifiques qui travaillaient sur le projet eurent le sentiment que les États-Unis ne devaient pas être les premiers à utiliser de telles armes. Albert Einstein sera réticent face à la bombe et Leó Szilárd, qui était largement impliqué dans le développement de la bombe, dira après la guerre :

« Si les Allemands avaient largué des bombes atomiques à notre place, nous aurions qualifié de crimes de guerre les bombardements atomiques sur des villes, nous aurions condamné à mort les coupables allemands lors du procès de Nuremberg et les aurions pendus. »

L'utilisation du nucléaire à des fins militaires a été qualifiée de « barbare », puisque plusieurs centaines de milliers de civils avaient péri et que les cibles étaient dans des villes fortement peuplées. Durant les préparatifs des bombardements, des scientifiques, dont Edward Teller, firent remarquer qu'il serait préférable d'employer la bombe sur une zone inhabitée ou en plein ciel pendant la nuit, afin d'avertir les Japonais.
L'inhumanité du bombardement aérien de civils avait été fermement dénoncée par Roosevelt le 1er septembre 1939 lors d'un appel aux gouvernements européens :

« Le bombardement aérien sans pitié de civils dans des régions urbaines non fortifiées, au cours des hostilités qui ont fait rage dans différentes parties du monde ces dernières années, qui a mutilé et tué des milliers de femmes et enfants sans défense, a profondément choqué la conscience de l'humanité.
S'il devait y avoir recours à cette barbarie inhumaine pendant la tragique période d'affrontement, à laquelle le monde se trouve aujourd'hui confronté, des centaines de milliers de personnes innocentes, qui ne sont pas responsables du conflit, et qui n'y participent même pas, perdraient alors la vie.
J'adresse donc cet appel urgent à chaque gouvernement qui pourrait prendre part aux hostilités, d'affirmer publiquement sa détermination à n'engager, sous aucune circonstance et d'aucune manière, ses forces armées dans le bombardement aérien de populations civiles ou de villes non fortifiées, à condition que les mêmes règles de guerre soient scrupuleusement respectées par leurs adversaires.
Je requiers une réponse immédiate. »

Il est vrai que Roosevelt ne reçut aucune réponse sincère à cette demande et que les Allemands furent les premiers à utiliser le bombardement massif d'objectifs civils, dès 1939 avec le bombardement de Varsovie pendant l'invasion de ce pays, puis avec la destruction de Rotterdam et celle de Coventry en 1940.

#### Droit international
Depuis 1945 la légalité des bombardements stratégiques et de l'usage des armes nucléaires reste un point discuté du droit international.
Il a été avancé que l'utilisation d'armes atomiques à grande échelle contre les populations civiles était un crime de guerre, voire un crime contre l'humanité.
- Lors des bombardements, les États-Unis étaient signataires des conventions de la Haye de 1899 et 1907. La seconde interdit :
  - l'emploi de poison ou d'armes empoisonnées (Art. 23),
  - l'attaque ou le bombardement, par tout moyen, de villes, villages, habitations et bâtiments non défendus (Art. 25).
- Avant la guerre, les États-Unis avaient tenté d'interdire le bombardement indiscriminé de civils dans une convention de la Haye sur les coutumes de guerre, qu'ils avaient signée en 1923. Cependant, cette convention n'entra jamais en vigueur. Elle disposait que :
  - le bombardement aérien visant à terroriser la population civile, à détruire ou endommager des biens de nature non militaire ou à blesser des non-combattants est interdit. (Art. 22),
  - le bombardement de cités, villes, villages, habitations et bâtiments hors des environs immédiats des opérations militaires terrestres est interdit. Dans les cas où les objectifs spécifiés au paragraphe 2 sont situés de sorte qu'ils ne puissent pas être bombardés sans un bombardement indiscriminé de la population civile, l'avion doit s'abstenir de bombarder. (Art. 24-3) ;
- toutefois, ces concepts ont été en partie repris dans les accords de Londres signés le 8 août 1945, soit deux jours à peine après le bombardement d'Hiroshima et la veille de celui de Nagasaki, accords qui visaient à mettre en place un Tribunal militaire international et de poursuivre les crimes de guerre et les crimes contre l'humanité. Ils définissaient ainsi les crimes de guerre : « C'est-à-dire les violations des lois et coutumes de la guerre » parmi lesquelles « […] la destruction sans motif des villes et des villages ou la dévastation que ne justifient pas les exigences militaires ». Les bombardements de zones urbaines fortement peuplées ont donc fait partie des débats lors des procès de Nuremberg, durant lequel le procureur américain Telford Taylor les a exclus du champ d'application des crimes de guerre. Ces débats procédèrent des termes de l'article 6b des statuts du Tribunal militaire international, adoptés par les Alliés eux-mêmes lors de ces accords de Londres ;
- la quatrième Convention de Genève interdit toute mesure de représailles visant les civils ou leurs biens ;
  - cependant, cette convention, signée en 1949, ne s'appliquait pas à l'époque des faits (il est à noter toutefois que le principe de non-rétroactivité du droit ne fut pas appliqué sur certaines accusations du procès de Nuremberg),

#### Une absence de justification militaire
Les avis divergent quant à la capacité du Japon à résister aux attaques. Pour les opposants à l'atomisation, le Japon était déjà profondément affaibli dès le début de 1945 et la capitulation inéluctable. Le général Dwight D. Eisenhower était de cet avis et en informa Henry Stimson en juillet 1945. L'officier le plus haut gradé dans le théâtre des opérations en Pacifique était le général Douglas MacArthur. Il ne fut pas consulté au sujet des bombardements mais dira après coup qu'il n'y avait pas de justification militaire pour cette attaque. La même opinion sera donnée par l'amiral William Leahy, le général Carl Spaatz (commandant de l'USSAF dans le Pacifique) et le général de brigade Carter Clarke (officier des renseignements). Le major général Curtis LeMay, l'amiral Ernest King (chef des opérations navales), l'amiral Chester Nimitz (commandant en chef de la marine dans le Pacifique) émettront également des doutes au sujet des bombardements atomiques.
Eisenhower écrira dans son mémoire The White House Years :

« En 1945, le secrétaire de la guerre Stimson, alors en visite dans mon quartier général en Allemagne, m'informa que notre gouvernement était en train de préparer le largage d'une bombe atomique sur le Japon. J'étais de ceux qui avaient le sentiment qu'il devait y avoir un certain nombre de raisons valables pour mettre en doute la sagesse d'un tel acte. Durant son exposition des faits importants, je fus empli d'un sentiment de tristesse et fis part de mon profond désaccord, tout d'abord sur la base de ma conviction que le Japon était déjà battu et que le bombardement était complètement inutile, ensuite parce que je pensais que notre pays ne devait pas choquer l'opinion mondiale par l'utilisation d'une bombe que je ne pensais pas nécessaire pour sauver la vie des Américains. »

Plus loin, il ajoute :

« MacArthur pensait que le bombardement était complètement inutile d'un point de vue militaire. »

Une étude, le United States Strategic Bombing Survey, organisée par l'armée américaine après la capitulation, consista à interroger des centaines de dirigeants militaires et civils japonais au sujet des bombardements ; il en ressort que :

« D'après une étude poussée de tous les faits et avec l'appui des témoignages de dirigeants japonais encore en vie, le groupe d'étude est de l'avis que le Japon aurait certainement capitulé avant le 31 décembre 1945 et peut-être même avant le 1er novembre 1945. Et cela même si les bombes n'avaient pas été larguées, même si l'URSS n'était pas entrée en guerre, et même si aucune invasion n'avait été planifiée et envisagée. »

#### Le clivage entre le pouvoir civil et les militaires japonais
D'autres[Qui ?] affirment que le Japon avait essayé de se rendre au moins deux fois, mais les États-Unis refusèrent en insistant pour que la reddition se fasse sans conditions. En fait, alors que plusieurs diplomates favorisaient la capitulation, les chefs militaires japonais préparaient l'armée à livrer une bataille décisive. Les diplomates pensaient qu'ils pourraient mieux négocier les clauses de l'armistice de cette façon. Les Américains connaissaient parfaitement les plans japonais, le chiffrement utilisé par l'armée nippone, le code 97 (ou code Purple) avait été percé par les cryptanalystes[réf. nécessaire].

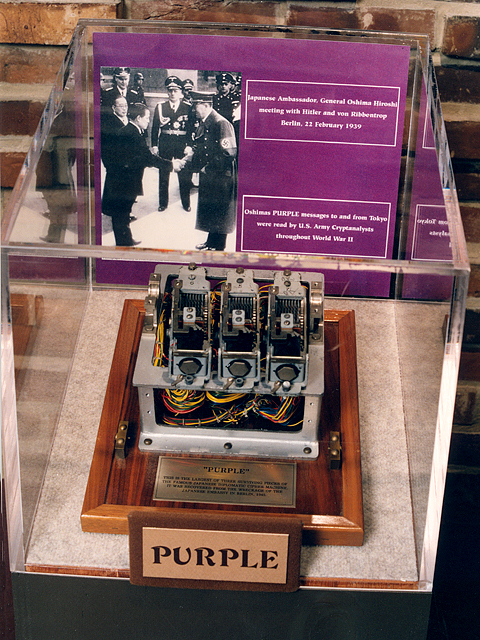
Le code Purple, nom donné par les Américains à la machine utilisée par les Japonais pour chiffrer leurs messages.

Cependant, même après l'attaque sur Nagasaki, le Conseil suprême était toujours divisé, Korechika Anami, Yoshijiro Umezu et Soemu Toyoda désirant que soient faits par les autorités japonaises le désarmement des troupes et le jugement des criminels, et insistant sur l'absence de forces d'occupation en sol japonais et la préservation du régime impérial et de l'Empereur. Seule l'intervention directe de l'empereur Showa qui se rallia aux partisans de la dernière demande comme seule condition, mit un terme aux dissensions, sans éviter toutefois une tentative de coup d'État qui fut rapidement contrée.
Une autre critique à l'égard des bombardements concerne la rapidité avec laquelle les États-Unis ont estimé les effets de l'entrée en guerre de l'Union soviétique contre le Japon. Sans recul sur la situation générale, la décision de bombarder aurait été prise de manière hâtive. Les Américains savaient, contrairement aux Japonais, que l'URSS entrerait en guerre trois mois après la victoire en Europe. Comme l'URSS ne pouvait plus jouer le rôle de médiateur dans le conflit et que le monde entrait progressivement dans la guerre froide, il devenait évident pour certains Japonais que le meilleur moyen de conserver l'empereur sur le trône était d'accepter les conditions posées par la partie adverse.
L'invasion de l'archipel n'étant pas imminente, les États-Unis n'avaient rien à perdre à attendre quelques jours pour voir comment la situation évoluerait. La décision de capituler était antérieure aux attaques successives menées par l'URSS en Mandchourie, l'île de Sakhaline et les îles Kouriles. Hokkaidō aurait sûrement été envahie par l'URSS avant que les Alliés n'atteignent Kyūshū. Selon cette thèse, le but de la manœuvre était donc de faire comprendre aux Soviétiques de rester à l'écart.
Une étude japonaise indique que les bombardements atomiques n'étaient pas la principale cause de la capitulation. La véritable raison avait sa source dans les victoires massives des Soviétiques tout autour du Japon. Les Japonais craignaient plus une occupation soviétique que la présence des Américains sur l'île. Il est clair que les deux parties adverses avaient pesé de tout leur poids dans la décision mais les Japonais étaient persuadés que Staline remplacerait la monarchie par le communisme, chose inconcevable pour eux.

#### Autres critiques
D'autres[Qui ?] pensent encore que des efforts supplémentaires auraient dû être consentis pour réduire le nombre de victimes. Outre ces considérations sur les pertes humaines, le but principal de l'attaque était d'avoir un effet de surprise optimal. La décision des stratèges américains était claire : il ne fallait pas donner d'avertissement avant le largage.
Après le bombardement sur Hiroshima, Truman annonça que « s'ils n'acceptent pas nos conditions maintenant, ils peuvent s'attendre à une pluie de ruines qui tombent du ciel ». Le 8 août 1945, des tracts furent largués au-dessus du Japon et des avertissements transmis via Radio Saipan. La zone proche de Nagasaki ne reçut pas de tracts avant le 10 août, soit un jour après l'explosion. La propagande avec des informations imprimées sur de petits morceaux de papier avait pourtant été lancée durant les semaines qui précédaient l'attaque nucléaire.
Un autre sujet de discorde concerne le laps de temps entre la destruction d'Hiroshima et celle de Nagasaki. Certaines personnes avancent que les arguments favorables à l'utilisation de la bombe ne s'appliquaient pas à Nagasaki[Lesquels ?]. Dans sa nouvelle semi-autobiographique Timequake, Kurt Vonnegut écrit que si le bombardement d'Hiroshima a sauvé la vie de ses camarades de l'USAAF, Nagasaki a montré à quel point les États-Unis étaient capables d'une cruauté sans compassion.
En 2014, le documentaire de Lucy van Beek « Hiroshima, la véritable histoire » appuie la thèse d'une « habile désinformation occidentale, ayant détourné le monde de la réalité des faits », avec des images d’archives inédites, des documents confidentiels, et des témoignages d'experts, d'agents secrets, et de survivants.

### De 1945 à nos jours

#### Effets sur la société japonaise
La destruction d'Hiroshima fait désormais l'objet d'une commémoration annuelle au Japon. Toutefois, les survivants des bombardements atomiques d'Hiroshima et de Nagasaki ont été longtemps maltraités par la société japonaise car ils symbolisaient la défaite du Japon. Au Japon, les débats sur l'utilité des bombes d'Hiroshima et de Nagasaki restent ouverts et le sujet est d'autant plus sensible que le pacifisme constitutionnel du pays est remis en question.
Sous l'occupation militaire américaine et jusqu'à sa fin en 1952, une censure empêche toute description dans les médias des bombardements et tient le Japon éloigné des débats internationaux sur l'arme nucléaire. Selon l'historien John Dower, c'est seulement à partir de 1960 que les premières photos des bombardements parurent au Japon.

#### Destin des équipages des deux bombardiers
Claude Eatherly, un pilote qui a assisté au largage de la bombe sur Hiroshima, refusera d'être fêté comme un héros, et souffrira de diverses pathologies mentales. En 1959, il correspond avec le philosophe Günther Anders, ce qui lui permet de guérir progressivement de ses troubles psychologiques.
A contrario, Paul Tibbets n'a jamais exprimé de véritables remords. En 1989, lors d’une interview, il affirme qu’à la guerre il n’y a aucune moralité et que ce bombardement avait apporté la paix à ce moment-là dans le monde. En 1981, Tibbets n'avait pas écarté une certaine culpabilité lors d'une émission de TF1 animée par Yves Mourousi, tout en maintenant sa position : « je ne regrette pas ce que j'ai fait ». Il y avait serré la main d'une religieuse japonaise qui avait subi le bombardement d'Hiroshima.

### Documents et analyses
- (en) Norman Polmar, The Enola Gay : The B-29 that Dropped the Atomic Bomb on Hiroshima, Washington, Smithsonian National Air and Space Museum, 2004, 89 p. (ISBN 1-57488-859-5).
- (en) E. Bartlett Kerr, Flames Over Tokyo: The U.S. Army Air Force's Incendiary Campaign Against Japan 1944-1945, New York, Donald I. Fine Inc, 1991, 348 p. (ISBN 1-55611-301-3).
- Richard B. Frank, Downfall. The End of the Imperial Japanese Empire, New York, Penguin Books, 1999, 484 p. (ISBN 0-14-100146-1).
- Wesley Craven et James Cate, The Pacific : Matterhorn to Nagasaki, Chicago, The University of Chicago Press, coll. « The Army Air Forces in World War II. Volume V », 1953 (OCLC 256469807, lire en ligne).
- Barrett Tillman, Whirlwind : The Air War Against Japan 1942-1945, New York, Simon & Schuster, 2010 (ISBN 978-1-4165-8440-7).
- (en) D.M. Giangreco, Hell to pay : Operation Downfall and the invasion of Japan, 1945-47, Annapolis (Maryland), Naval Institute Press, 2009, 362 p. (ISBN 978-1-59114-316-1).
- Paul-Yanic Laquerre, Showa, chroniques d'un dieu déchu, Paris, Kindle, 2008 (ASIN B00H6T5UM6).

### Témoignages
- Tamiki Hara, Hiroshima : Fleurs d'été, Actes Sud, 2007.
- Hisashi Tôhara, Il y a un an Hiroshima, Arléa, 2012.
- Hashizume Bun (trad. du japonais), Le jour où le soleil est tombé : J'avais 14 ans à Hiroshima, Lille, Éditions du Cénacle de France, 2007, 219 p. (ISBN 978-2-916537-01-6 et 2-916537-01-5)Témoignage autobiographie poignante d'une survivante du bombardement d'Hiroshima..
- John Hersey (trad. de l'anglais), Hiroshima, Paris, 10/18, 2005, 204 p. (ISBN 2-264-04117-X)Témoignages de six survivants du bombardement recueillis par l'auteur puis publiés dans le journal New-Yorker en août 1946..
- Keiji Nakazawa (trad. du japonais), J'avais six ans à Hiroshima, le 6 août 1945, 8 h 15, Paris, Le Cherche-midi Éditeur, 1995, 139 p. (ISBN 2-86274-366-6).
- Kenzaburo Oe (trad. du japonais), Notes de Hiroshima, Paris, Gallimard, 1996, 230 p. (ISBN 2-07-074277-6).
- M. Shiotsuki, N. Kusano, S. Yamamoto, Conséquences pathologiques de l'explosion atomique sur les populations japonaises, Congrès mondial des médecins pour l'étude des conditions actuelles de vie, 1953.
- Takashi Nagai, Les Cloches de Nagasaki, Casterman, 1956, 1975Récit et réflexion sur le bombardement par un survivant surnommé le « Ghandi japonais »..
- Paul Glynn, Requiem pour Nagasaki, Nouvelle Cité, 1994Vie de Takashi Nagai, survivant de Nagasaki. Médecin radiologue qui soigna la population victime de la Bombe et fut une source d'espoir pour tout le Japon de l'après guerre..
- Michihiko Hachiya (trad. du japonais), Journal d'Hiroshima : 6 août-30 septembre 1945, Paris, Tallandier, 2011, 302 p. (ISBN 978-2-84734-828-6)Récit d'un médecin de l’hôpital d'Hiroshima..
- Chantal Dupuy-Dunier, Mille grues de papier, éditions Flammarion, 2013 (Ce livre s'inspire de l'histoire de Sadako Sasaki, fillette irradiée à Hiroshima).
- Shuntaro Hida, Little boy : Récit des jours d'Hiroshima, Quintette, 1984 (ISBN 978-2-86850-001-4).

### Essais
- Chris Wallace et Mitch Weiss, Hiroshima, le compte à rebours : les 116 jours qui ont changé le cours de l’Histoire, Alisio, 2025, 378 p.
- François Besse, Hiroshima, le début de l'ère atomique, Levallois-Perret, Altipresse, coll. « L'Histoire en histoires », 2005, 317 p. (ISBN 2-911218-37-X).
- Samy Cohen, La bombe atomique : la stratégie de l'épouvante, Paris, Gallimard, 1995, 160 p. (ISBN 2-07-053290-9).
- Maya Morioka Todeschini, Hiroshima, 50 ans. Japon-Amérique : mémoires au nucléaire, Paris, Autrement, 1995, 238 p. (ISBN 2-86260-555-7).
- Michel Hérubel, Hiroshima, Nagasaki ou la fin de l'empire divin, Paris, Presses de la Cité, 1999, 229 p. (ISBN 2-258-03323-3).
- Paul Strahern (trad. de l'anglais), Oppenheimer et la bombe, je connais !, Paris, Mallard, 2000, 93 p. (ISBN 2-84372-013-3).
- Fletcher Knebel & Bailley, Hiroshima bombe A, Paris, Édition J'ai lu, coll. « Leur Aventure » (no A66/67), 1964.
- Kenzaburô Ôé (trad. du japonais), Notes de Hiroshima, Paris, Arcades Gallimard, 1996, 230 p. (ISBN 2-07-074277-6).
- Robert Guillain, La guerre au Japon, Paris, Stock, 1979.

### Revues
- André Kaspi, « Controverse : fallait-il bombarder Hiroshima ? », dans L'Histoire, no 32, mars 1981.
- Cécile Dauvergne, « Japon, 1945 : l’inefficacité stratégique de la bombe atomique », dans La Revue d'Histoire Militaire, Les Lilas, La Revue d'Histoire Militaire, 2021
- Paul-Yanic Laquerre, « Supporter l'insupportable, la reddition du Japon », Seconde Guerre mondiale no 30, décembre-janvier 2010.
- (en) Sean L. Malloy, « A Very Pleasant Way to Die: Radiation Effects and the Decision to Use the Atomic Bomb against Japan », Diplomatic History, Volume 36, no 3, pages 515–545, June 2012.
- Ferenc Morton Szasz, « "Pamphlets Away": The Allied Propaganda Campaign Over Japan During the Last Months of World War II », The Journal of Popular Culture, vol. 42, no 3,‎ 2009, p. 530-540 (ISSN 0022-3840, DOI 10.1111/j.1540-5931.2009.00694.x).

## Œuvres inspirées des bombardements

### Cinéma
- Hiroshima mon amour ;
- Lumières d'été ;
- Typhon sur Nagasaki ;
- Pluie noire ;
- Le Tombeau des lucioles ;
- Dans un recoin de ce monde ;
- Rêves[réf. nécessaire] ;
- Godzilla[175].
- Oppenheimer.

### Musique
- Enola Gay ;
- Thrène à la mémoire des victimes d'Hiroshima de Krzysztof Penderecki

### Manga et bande dessinée
- Keiji Nagazawa, Gen d'Hiroshima, Vertige Graphics, 2003-2007. L'histoire d'un enfant (l'auteur) né à Hiroshima et âgé de 10 ans en 1945. Cet ouvrage donne une vision quotidienne et réaliste du jour et de la période qui a suivi l'explosion (incompréhension du phénomène, rejet des survivants par les populations rurales avoisinantes, occupation américaine, etc.).
- Fumiyo Kōno, Le Pays des cerisiers, Kana, 2004.
- Saki Hiwatari, Global Garden le dernier rêve d'Einstein, est une histoire fantastique sur le thème d'une Terre en déséquilibre depuis les bombardements.
- Yoshihiro Tatsumi, l'Enfer, évoque un photographe s'intéressant particulièrement au phénomène des ombres d'Hiroshima[176].
- Alcante (scénario), Bollée (scénario) et Rodier (dessin), La Bombe, Grenoble, Glénat, 2020, 472 p. (ISBN 978-2-344-02063-0 et 2-344-02063-2, OCLC 1149551082, présentation en ligne)Bande dessinée historique.